# 近畿大学
近畿大学（きんきだいがく、英語: Kindai University）は、大阪府東大阪市小若江三丁目4番1号に本部を置く日本の私立大学。
1925年創立、1943年大学設置。略称は近大（きんだい）。
文理合わせて15学部49学科を擁する総合大学。日本で最も一般入試の総志願者数が多い大学であり、2014年に首都圏以外の大学で史上初となる日本一になって以降、11年連続で日本一である。
日本で初めて出願をインターネットに完全移行した大学である（2014年）。
タイムズ誌発行の、研究の産業活用力、社会貢献力といった観点から評価するTHE世界大学ランキング2024では、西日本の私立大学で1位。"医療分野における研究の質"の項目では国内1位であり、世界順位282位である。
国内の研究開発法人と大学においてクラリベイト発行の"高被引用論文数2023"では全国20位、私立大学で1位である。
2002年に世界初のクロマグロの完全養殖に成功し、真鯛やアジなど他の魚も養殖に成功した。これらを使った料理店「近畿大学水産研究所はなれ」をグランスタ東京に出店している。2023年に大学機関で世界初の鰻の完全養殖に成功した。

## 概観

### 大学全体

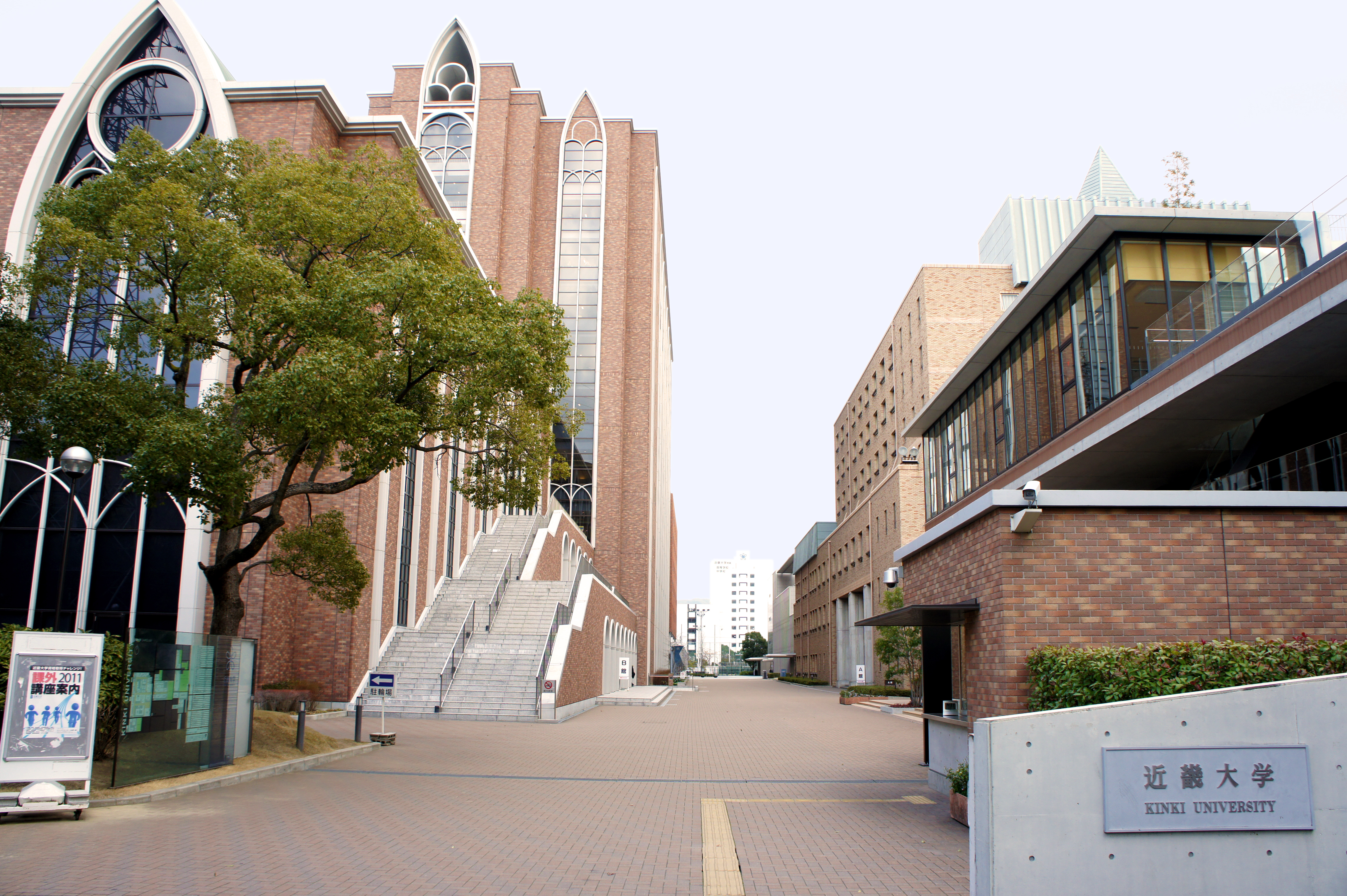
本部キャンパス（東正門）

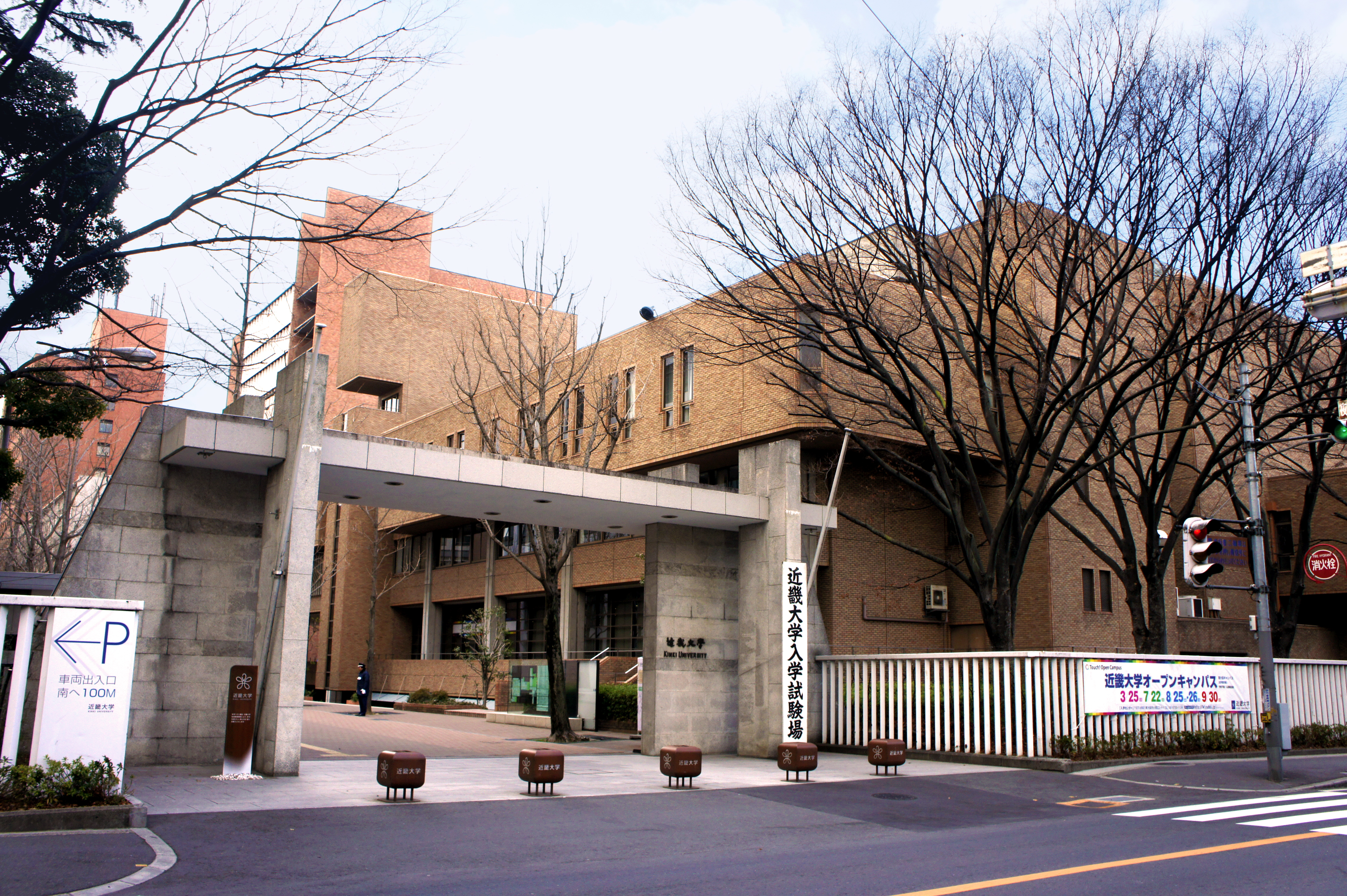
本部キャンパス（東門）

近畿大学は1925年に財団法人日本大学が設立した日本大学専門学校を淵源とし（初代校長・市村光恵）、1939年に日本大学大阪専門学校と改称し、翌年には日大から経営分離した。太平洋戦争下の1943年に大阪理工科大学を開学。1943～44年に起きた「大専騒動」 の混乱を収束するために東京から派遣された世耕弘一（日本大学理事）が大阪専門学校の校長と大阪理工科大学の学長になり、戦後も引き続いて新制近畿大学総長及び理事長に就任したことから、世耕が事実上の創設者と看做されている。
2005年6月に格付投資情報センターから「AA-（安定的）」の財務格付けを取得。格付けは2014年9月に「AA-(ポジティブ）」、2016年10月に「AA（安定的）」に格上げされ、維持している。
日本国内の私立大学において、有数の学部・学科数、並びに在学生・卒業生数を有する伝統や歴史のある大学として知られており、マンモス大学としても知られる。近畿大学によると、短期大学を含め約3万3400人の大学生が在籍し、西日本では最大級としている。尚、朝日新聞出版発行「大学ランキング・2012年度版」の「大学別同窓会員数ランキング」で同学は、日本大学（約100万人）、早稲田大学（約60万人）、明治大学（約50万人）に次ぐ第4位（約45万人、西日本の大学では第1位）となっている。
英語名称はかつて「Kinki University」だったが、「Kinki」が英語の "Kinky"（変態）に発音が似ており、大学の国際化を進めるにあたって誤解を避けるため、2016年より「Kindai University」に表記が変更された。
2014年3月6日に近畿大学は、2014年（平成26年）度の一般入試志願者数が過去最高の10万5890人に、総志願者数も14万人を超えたと発表した。これは「志願者数日本一」である。
THE世界大学ランキング2017では国内の総合私立大学で、世界順位800位以内にランクインしたのは慶應義塾大学、早稲田大学、近畿大学の3校であった。
2019年3月12日に近畿大学は、2019年度入試における14学部の一般入試志願者数が確定したと発表した。一般入試志願者数は15万4,672人で7年ぶりに減少したが、推薦入試を含む総志願者数では20万8,564人で過去最高 を更新した。
上記に加えて、広報部が自由に機能している上に、積極的な設備投資やイベントの実施を続けている。国内の私立大学で、2000年代から2024年現在の間に最も社会的評価が高まった大学である。

### 建学・教育の理念

#### 建学の精神
「実学教育」と「人格の陶冶（とうや）」

#### 教育の目的
創立者である世耕弘一が唱えていた、「人に愛される人、信頼される人、尊敬される人の育成」を、そのまま教育の目的としている。

##### 展示施設「不倒館」
2009年9月17日には、東大阪市の本部キャンパス内の中央図書館に、創立者の世耕弘一の掲げた同学の建学精神を継承しつつ、形あるものとして後世に残し伝えていくことを目的とした展示施設「不倒館（ふとうかん）」が設置された。現在は第18号館に設置されている。

## 沿革
（沿革節の主要な出典は公式サイト）

### 略歴
1925年に日本大学は大阪府中河内郡弥刀村（布施市を経て現・東大阪市）にて日本大学専門学校を設置。1940年に日本大学から経営分離し、1943年に大阪専門学校となる。同年に大阪理工科大学を開学。1949年の学制改革で近畿大学となった。

### 年表

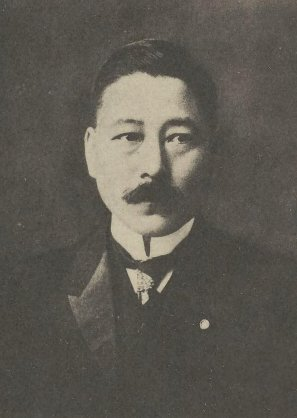
市村光恵（日本大学専門学校初代校長）

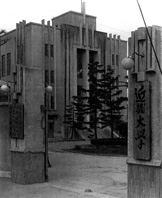
昭和24年頃 正門から本館をのぞむ

- 1925年（大正14年） - 日本大学専門学校が開校（法律科・商科・政治科、いずれも夜間授業）。
- 1926年（大正15年/昭和元年） - 法律科と商科の昼間授業開始。
- 1930年 - 政治経済科（政治科を改称）を廃止。
- 1933年 - 商科二部を廃止。
- 1937年 - 日本工学校開校。
- 1939年
  - 日本大学専門学校を日本大学大阪専門学校と改称[20]（校長・小野村胤敏）。
  - 日本工業学校（現・近畿大学附属高等学校・中学校）開校。
- 1940年
  - 日本大学大阪専門学校が財団法人日本大学から分離、財団法人大阪専門学校に移管[21]。
  - 理工科を設置。
- 1943年
  - 日本大学大阪専門学校を大阪専門学校と改称[22]
  - 大阪理工科大学が開学（初代学長・小野村）。予科2年、学部3年で数学科、化学科、応用化学科、工業経営科が設けられた[23]。
  - 大専騒動勃発（大阪理工科大学の開設を巡って文部省に贈賄工作があったとの噂が流れ、日大派教職員と大専派教職員が対立、暴力騒動に発展）。
- 1944年 - 世耕弘一が小野村に代わって大阪専門学校の校長と大阪理工科大学の学長になり、騒動収拾。
- 1948年 - 和歌山県西牟婁郡白浜町に臨海研究所（現在の水産研究所）を設置。
- 1949年
  - 学制改革に伴い近畿大学設立、理工学部と商学部を設置。
  - 旧制日本工業学校閉校。
- 1950年 - 法学部・短期大学部を設置。
- 1951年 - 旧制大阪専門学校閉校。理工学部応用化学科設置。
- 1952年 - 大学院商学研究科、化学研究科を設置。和歌山県有田郡湯浅町に附属農場を開設。
- 1953年 - 旧制大阪理工科大学閉学。
- 1954年 - 薬学部を設置。
- 1955年 - 理工学部電気工学科設置。
- 1957年 - 通信教育部（短期大学部）を設置。
- 1958年 - 農学部を設置。
- 1959年 - 広島県呉市にキャンパスを開設、工学部を設置。近畿大学会館を開設。
- 1960年 - 原子力研究所、通信教育部（法学部）を設置。
- 1966年 - 福岡県飯塚市にキャンパスを開設、第二工学部を設置。
- 1970年 - 大学院工学研究科、法学研究科を設置。
- 1974年 - 大阪狭山市にキャンパスを開設、医学部を設置。
- 1975年 - 大阪狭山市に医学部附属病院が開院。
- 1980年 - 大学院医学研究科博士課程、薬学研究科を設置。
- 1985年 - 大学院農学研究科を設置。第二工学部を九州工学部へ改名。
- 1987年 - ソフィア医科大学 (Sofia Medical University) と交流協定を締結。
- 1988年 - チュラーロンコーン大学、チエンマイ大学、中国薬科大学（中国药科大学）と交流協定を締結。
- 1989年（昭和64年/平成元年）
  - 文芸学部を設置。大学院経済学研究科を設置。奈良県奈良市にキャンパスを開設、農学部を同所へ移転。
  - 教養部から教職課程部門が分離し教職教育部を設置。
  - 南京林業大学（南京林业大学）と交流協定を締結。
- 1990年 - 大連理工大学、イリノイ大学アーバナ・シャンペーン校と交流協定を締結。
- 1991年 - 広島県東広島市にキャンパスを開設、工学部の一部を同所へ移転。
- 1992年 - 大学院産業技術研究科を設置。
- 1993年
  - 和歌山県那賀郡打田町（現紀の川市）にキャンパスを開設、生物理工学部を設置。生物理工学研究所（現・先端技術総合研究所）を開設。
  - カルガリー大学、ノッティンガム大学と交流協定を締結。
- 1994年
  - 大学院文芸学研究科、工業技術研究科を設置。
  - 西安理工大学（西安理工大學）、瀋陽薬科大学（沈阳药科大学）と交流協定を締結。
- 1995年 - ルートヴィヒ・マクシミリアン大学ミュンヘンと交流協定を締結。
- 1996年 - カリフォルニア大学デービス校と交流協定を締結。
- 1997年 - 大学院生物理工学研究科を設置。湖南大学校（호남대학교）と交流協定を締結。
- 1999年 - 大学院化学研究科と工学研究科を改組し総合理工学研究科を設置。医学部堺病院と医学部奈良病院が開院。
- 2001年
  - 教養部を解体し、語学教育部と健康スポーツ教育センターを設置、総合科目部門は各学部に移管。工学部が東広島市に完全移転。
  - 生物理工学研究所を先端技術総合研究所に改名。エディンバラ芸術大学（Edinburgh College of Art）、サセックス大学と交流協定を締結。
- 2002年
  - 法学部・商経学部・理工学部で昼夜開講制開始、これに伴い二部の募集を停止。
  - 理工学部を11学科から8学科に再編（化学科及び数学物理学科を統合し理学科に改組、電気工学科、電子工学科、原子炉工学科を統合し電気電子工学科に改組、金属工学科を機械工学科に統合、生命科学科を新設、経営工学科を情報学科に、土木工学科を社会環境工学科にそれぞれ改組）。
  - 国際人文科学研究所を設置、東京コミュニティカレッジを開講。ウェスタン・シドニー大学 (University of Western Sydney) と交流協定を締結。
- 2003年 - 商経学部を経済学部と経営学部に分離。国際人文科学研究所が大阪コミュニティカレッジを開講。
- 2004年
  - 法科大学院を設置。九州工学部を産業理工学部に改組。
  - 四谷アート・ステディユムを東京コミュニティカレッジに設置。
  - マレーシア・サバ大学 (Universiti Malaysia Sabah)、ローマ・ラ・サピエンツァ大学と交流協定を締結。
- 2005年 - 大学院工業技術研究科をシステム工学研究科に改組。医学部附属病院に近畿大学高度先端総合医療センターを開設。
- 2006年
  - 薬学教育6年制移行により、薬学部医療薬学科を6年制に移行、4年制学科の創薬科学科設置。
  - 経済学部に国際経済学科を、経営学部に会計学科をそれぞれ開設。
  - 工学部のシステムデザイン工学科を知能機械工学科に、文芸学部芸術学科の演劇・芸能専攻を舞台芸術専攻に名称変更。
  - 11月に、「近畿大学英語村E3[e-cube]」を東大阪・本部キャンパスに開設。
- 2007年
  - 東大阪・本部キャンパスに新実験棟（38号館）が完成。経営学部にキャリア・マネジメント学科を開設。
  - 高大連携の推進強化策として、上宮学園・奈良育英学園との3学校法人間で、「21世紀教育連携パートナーシップ協定」を締結。
- 2008年
  - 法学部法律学科および政策法学科の夜間主コースを廃止。
  - 文芸学部に英語他文化コミュニケーション学科を設置。文芸学部文学科の英語英米文学専攻を外国語外国文学専攻に、産業理工学部の経営コミュニケーション学科を経営ビジネス学科に名称変更。
  - 大学院総合理工学研究科に東大阪モノづくり専攻博士後期課程を開設。大学院医学研究科改組により医学系専攻を設置。
  - 飛翔館高等学校（現：近畿大学泉州高等学校・岸和田市）・賢明学院高等学校（堺市）・育英高等学校（神戸市）・報徳学園（西宮市）の各学校法人との間で、「21世紀教育連携パートナーシップ協定」を締結。
- 2009年
  - 4月に飛翔館高等学校を同学の準付属校として近畿大学泉州高等学校へ改名。
  - 6月に薬学部が大阪府立大学理学部との間で「学生交流協定」を締結。東京オリンピック・パラリンピック招致委員会と連携協定を締結（全国の大学では5番目、関西の大学では初）。
  - 9月17日に、東大阪市の本部キャンパス内の中央図書館に、創立者の世耕弘一の掲げた同学の建学精神である「実学教育と人格の陶冶」を継承しつつ、形あるものとして後世に残し伝えていくことを目的とした展示施設「不倒館」を開設。
- 2010年
  - 東大阪・本部キャンパスに「総合社会学部・総合社会学科（社会・マスメディア系専攻、心理系専攻、環境・まちづくり系専攻）」を開設。
  - 大学院薬学研究科薬科学専攻（修士課程）を開設（薬学専攻（博士前期課程）を学生募集停止）。
  - 生物理工学部を改組し、食品安全工学科、システム生命科学科、人間工学科、医用工学科を設置。広島大学との間で「大学間交流に関する包括協定」を締結。
- 2011年
  - 理工学部建築学科を改組・再編の上、「単独の学部としては、日本国内の大学で初（工学院大学とともに）」となる「建築学部」を東大阪・本部キャンパスに新設。
  - ボンド大学・サザンクロス大学（いずれもオーストラリア）およびウエストバージニア大学（アメリカ）と、それぞれ学術交流協定を締結。
- 2012年
  - 文芸学部の英語他文化コミュニケーション学科を英語コミュニケーション学科に、文化学科を文化・歴史学科に名称変更。
  - 大学院薬学研究科に薬科学専攻博士後期課程、薬学専攻博士課程を設置。
  - ワイカト大学（ニュージーランド）と学術交流協定を締結。6月11日に和歌山県との間で、地域特性を活かした活力ある地域社会の発展と形成を目的とした、「包括的連携協定」を締結。12月25日に広島県に本社を置く自動車メーカー・マツダとの間で「包括的研究協力協定」を締結。
- 2013年
  - 3月28日に大阪教育大学との間で、連合教職大学院を2015年4月に開設する予定と発表[24]（その後、同年8月6日には関西大学も合流と発表）。
  - 工学部の生物化学工学科を化学生命工学科に、情報システム工学科を情報学科に、知能機械工学科をロボティクス学科に名称変更。
  - 大学院産業技術研究科博士前期課程を改組し、大学院産業理工学研究科産業理工学専攻修士課程を設置。
  - 四谷アート・ステディユムを閉校。
- 2014年
  - 4月1日、大学院文芸学研究科修士課程を改組し、総合文化研究科修士課程を設置。
  - 大学院生物理工学研究科電子システム情報工学専攻博士前期課程、機械制御工学修士課程を改組し、生態システム工学専攻修士課程を設置。
  - 同月同日に、東京都中央区八重洲に「近畿大学東京センター」を開設（旧近畿大学東京事務所を移転・拡充の上新設）。
  - 5月20日、2016年度に外国語系学部の開設を目指す中、「Kinki」に発音が似る英単語「Kinky」に「変態」などの意味があることから、2016年春から1949年の大学設立時から使用してきた英語名称「Kinki University」を「Kindai University」に変更すると発表[15]。
  - 7月18日に、東大阪・本部キャンパスの大規模整備計画「超近大プロジェクト」（2020年完成予定）構想を発表[25]。
- 2015年
  - 大学院総合理工学研究科を改組し、建築デザイン専攻修士課程を設置。
  - 大学院産業技術研究科博士後期課程を改組し、産業理工学研究科博士後期課程を設置。
- 2016年
  - 東大阪・本部キャンパスに「国際学部国際学科（グローバル専攻、東アジア専攻）」を開設。
  - 大学院生物理工学研究科を改組し、大学院生物理工学研究科生体システム工学専攻博士後期課程を設置。
  - 文芸学部を改組し、文芸学部文化デザイン学科を設置。産業理工学部の電気通信工学科を電気電子工学科に名称変更。
  - 法学部の政策法学科及び文芸学部の英語コミュニケーション学科を学生募集停止。
  - 英語名称を「Kinki University」から「Kindai University」に変更。
- 2017年 - 東大阪・本部キャンパスに、新図書館を軸とした学術複合施設「ACADEMIC THEATER」を開設[26][27]。
- 2018年 - 法科大学院の学生募集停止決定（2019年度から）[28]。
- 2021年
  - 法科大学院を廃止。
  - 東大阪キャンパスにものづくり実験施設「THE GARAGE」開設[29]。
- 2022年 - 理工学部情報学科を改組し、情報学部を新設。
- 2024年 - クラリベイト・アナリティクス社が運営する論文検索サービス「Web of Science」に収録されている学術誌において、過去11年間に発表された論文のうち、他の研究者によって非常に高く引用され、各分野で上位1%に入るほどの影響を与えている研究者が選出される「Highly Cited Researchers」の臨床医学部門において、近畿大学医学部・病院から4年連続で教授が選出された[30]。
- 2025年 - 建築学部建築学科に通信教育課程設置予定。

## 基礎データ

### 所在地

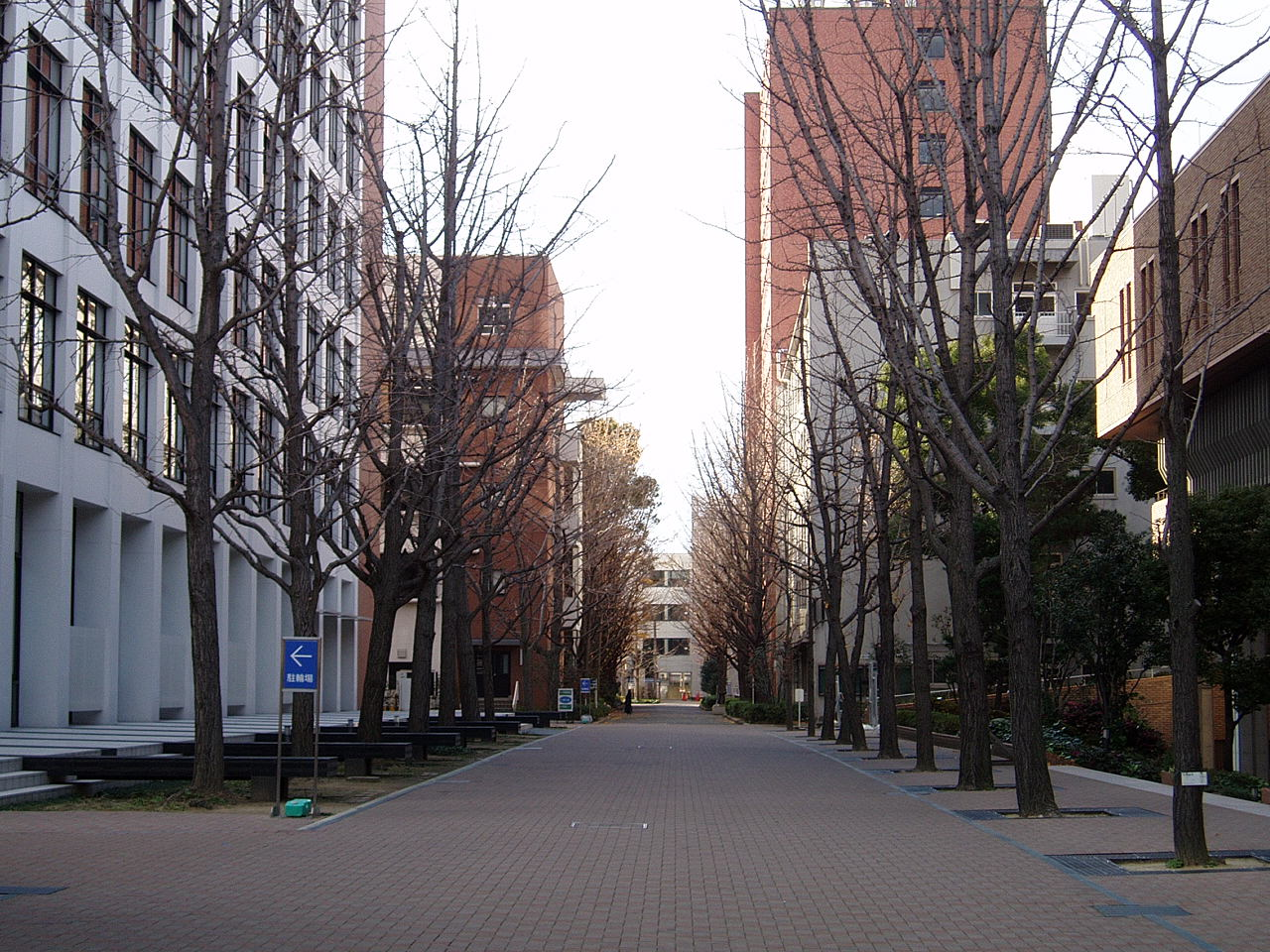
本部キャンパス 東正門付近

- 近畿大学本部キャンパス（大阪府東大阪市小若江3丁目4番1号）通称「東大阪キャンパス」
- 農学部キャンパス（奈良県奈良市中町3327番204号）通称「奈良キャンパス」
- 医学部キャンパス（大阪府大阪狭山市大野東377番2号）通称「大阪狭山キャンパス」
- 生物理工学部キャンパス（和歌山県紀の川市西三谷930番地）通称「和歌山キャンパス」
- 工学部キャンパス（広島県東広島市高屋うめの辺1番地）通称「広島キャンパス」
  - 地名「うめの辺」は校章の梅花にちなみ世耕政隆元総長が命名[31]。
- 産業理工学部キャンパス（福岡県飯塚市柏の森11番6号）通称「福岡キャンパス」

### 校章
校章・学園章は、学園花である梅の花をモチーフとしたものである。これは「梅花霜雪を経て開く」＝自然の厳しさをへて、春いちばんに品格高き花が咲きひらく、という思いを梅の花弁で象徴したものである。また、五つの花弁と中心の花芯によって、大学の「大」と言う文字と、「人」そのものを表現したものとしている。これは大学の現在、及び未来に向かっての存在と位置をかたどる、という意味が込められている。そして、花弁の一部がやや離れているのは、未来志向に基づく内面の未完、さらに充溢、完熟をめざし向かう形姿を表しており、それらの思いが一本の強い線で貫かれているものを表現している。

### 校歌
近畿大学校歌
作詞：世耕弘一 作曲：樋口昌道
学生歌集
- 近大節
- 応援歌

作詞：世耕弘一 作曲：樋口昌道
- 第二応援歌「勝利の歌」
- 第三応援歌
- 翠巒節
- 相撲節
- 学生歌
- 新学生歌
- 応援団歌～四春の力～
- 近大逍遥の歌～逍遥歌～

作詞：星野哲郎 作曲：猪俣公章
- 近大小唄

作詞：星野哲郎 作曲：猪俣公章
- 近大豊年万作音頭

## 組織

### 学部

#### 東大阪・本部キャンパス
- 法学部
  - 法律学科（財団法人私立大学通信教育協会に加盟している通信教育部を併設）
  - 政策法学科
- 経済学部
  - 経済学科
  - 国際経済学科
  - 総合経済政策学科
- 経営学部
  - 経営学科
    - 企業経営コース
    - ITビジネスコース
    - スポーツマネジメントコース

  - 商学科
    - マーケティング戦略コース
    - 観光・サービスコース
    - 貿易・ファイナンスコース

  - 会計学科
  - キャリア・マネジメント学科
- 文芸学部
  - 文学科
    - 日本文学専攻
    - 英語英米文学専攻

  - 芸術学科
    - 舞台芸術専攻
    - 造形芸術専攻

  - 文化・歴史学科
  - 英語多文化コミュニケーション学科
  - 文化デザイン学科
- 総合社会学部[注 3]
  - 総合社会学科
    - 社会・マスメディア系専攻
    - 心理系専攻
    - 環境・まちづくり系専攻
- 情報学部
  - 情報学科
    - 知能システムコース
    - サイバーセキュリティコース
    - 実世界コンピューティングコース
- 国際学部
  - 国際学科
    - グローバル専攻
    - 東アジア専攻
- 理工学部
  - 理学科
    - 数学コース
    - 物理コース
    - 化学コース

  - 生命科学科
  - 応用化学科
  - 機械工学科
    - 機械工学コース
    - 知能機械システムコース
    - 機械デザインコース

  - 電気電子工学科
    - エネルギー・環境コース
    - エレクトロニクス・情報通信コース
    - 情報システムコース
    - 情報メディアコース

  - 社会環境工学科
    - 建設設計コース
    - 環境計画コース
- 建築学部[注 4]
  - 建築学科
    - 建築工学専攻
    - 建築デザイン専攻
    - 住宅建築専攻
    - 企画マネジメント専攻

  - 建築学科通信教育課程　令和7年設置予定
- 薬学部
  - 医療薬学科
  - 創薬科学科

#### 奈良キャンパス
- 農学部
  - 農業生産科学科

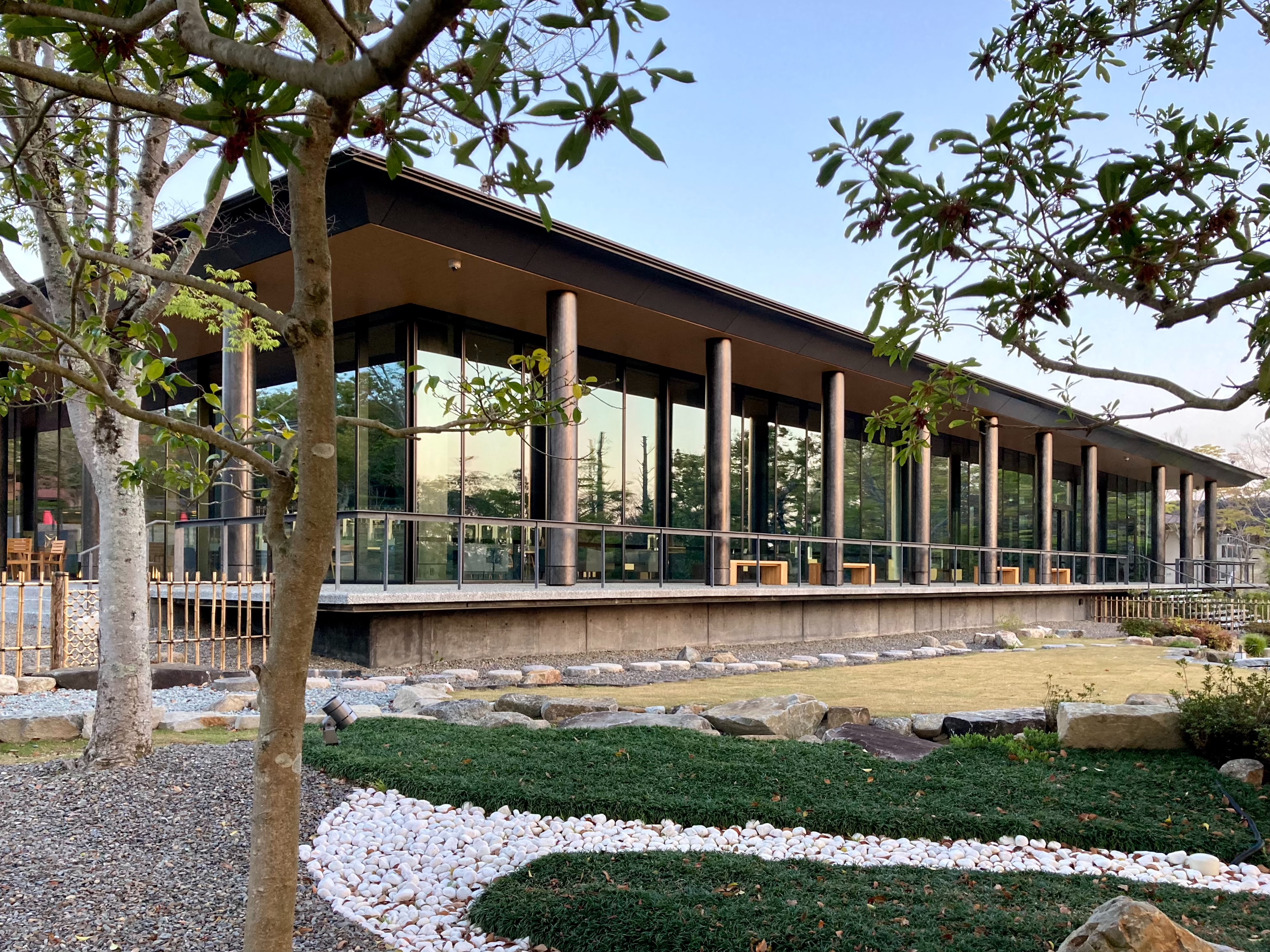
奈良キャンパス
多目的ホールつながる館

    - 作物学、育種学、植物感染制御工学、植物・人間関係学、農業経営経済学、園芸植物学、昆虫学の各研究室が開設されている

  - 水産学科
    - 水産利用学、水産増殖学、水族環境学、水産生物学、水産経済学、漁業生産システム、海棲哺乳類学の各研究室が開設されている

  - 応用生命化学科
    - 生命資源化学、森林生物化学、応用微生物学、食品微生物工学、生物制御化学、応用細胞生物学、生物制御化学、酵素化学工学の各研究室が開設されている

  - 食品栄養学科
    - 公衆栄養学、生体機能学、栄養教育学、食品化学、臨床栄養学、給食経営管理学の各研究室が開設されている

  - 環境管理学科（森林科学と農業工学、国際農業開発）
    - 環境化学、国際開発・環境学、水圏生態学、農業経済学、森林管理、農業水利・里山環境修復学、保全生物学、水産経済学、土壌学、森林・河川生態学などに関する研究室が開設されている

  - 生物機能科学科 - 2019年4月、バイオサイエンス学科から名称変更
    - 植物分子遺伝学、生物有機化学、動物分子遺伝学、植物分子生理学、分子生物学、生物分子化学、動物発生工学の各研究室が開設されている

#### 大阪狭山キャンパス

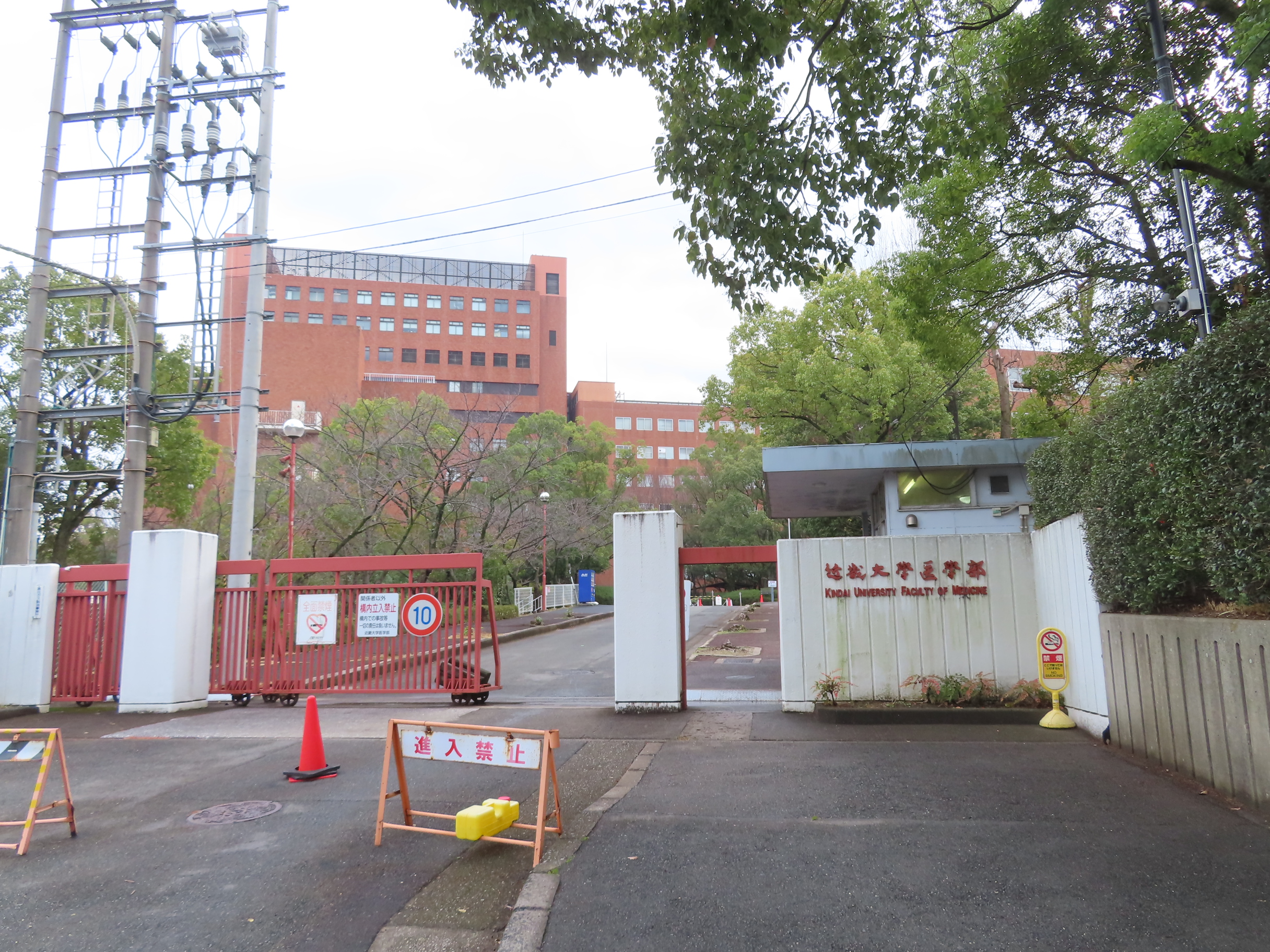
大阪狭山キャンパス

- 医学部
  - 医学科

#### 和歌山キャンパス

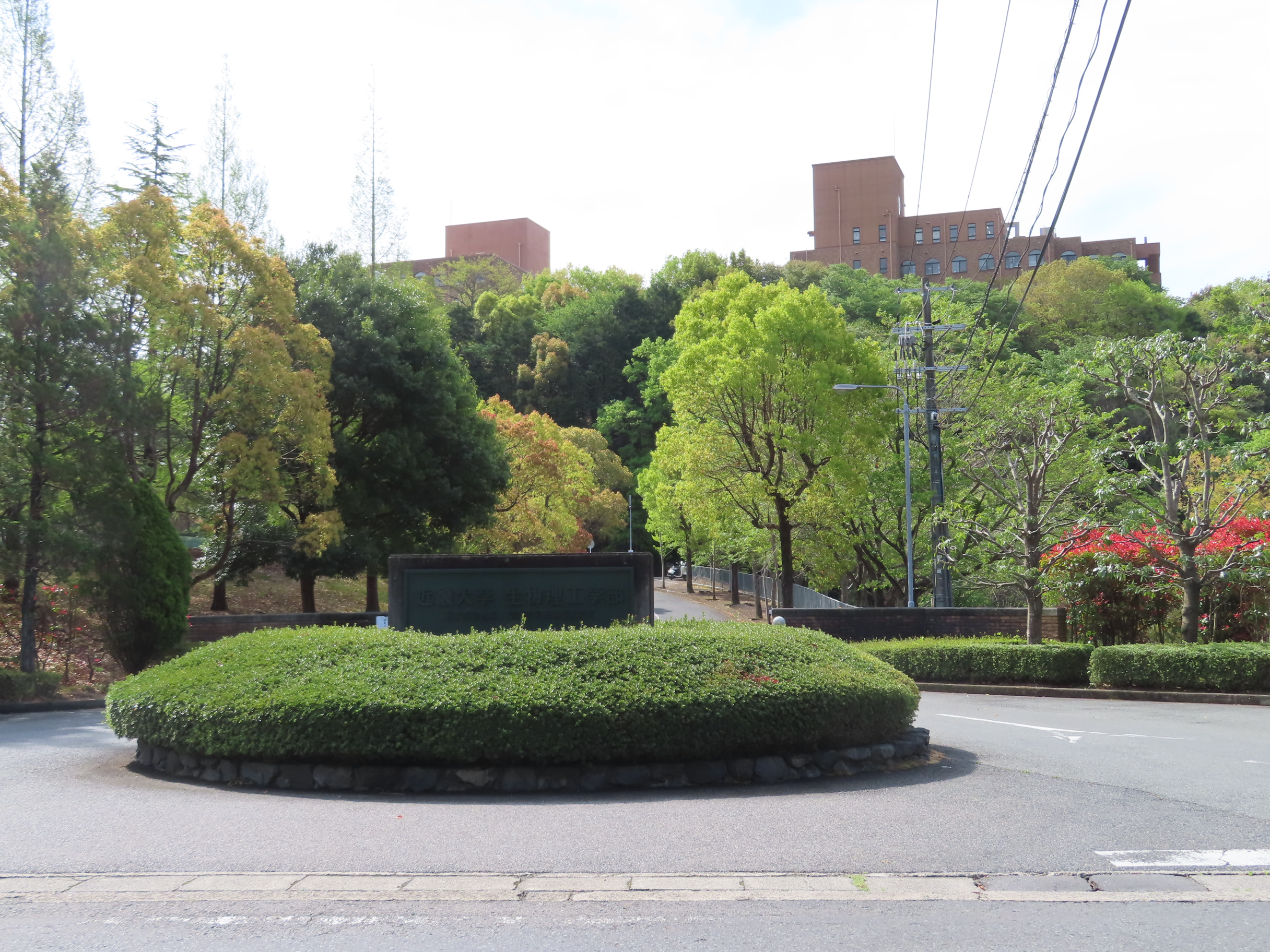
和歌山キャンパス

- 生物理工学部
  - 生物工学科
  - 遺伝子工学科
  - 食品安全工学科
  - システム生命科学科
  - 人間工学科
  - 医用工学科

#### 広島キャンパス

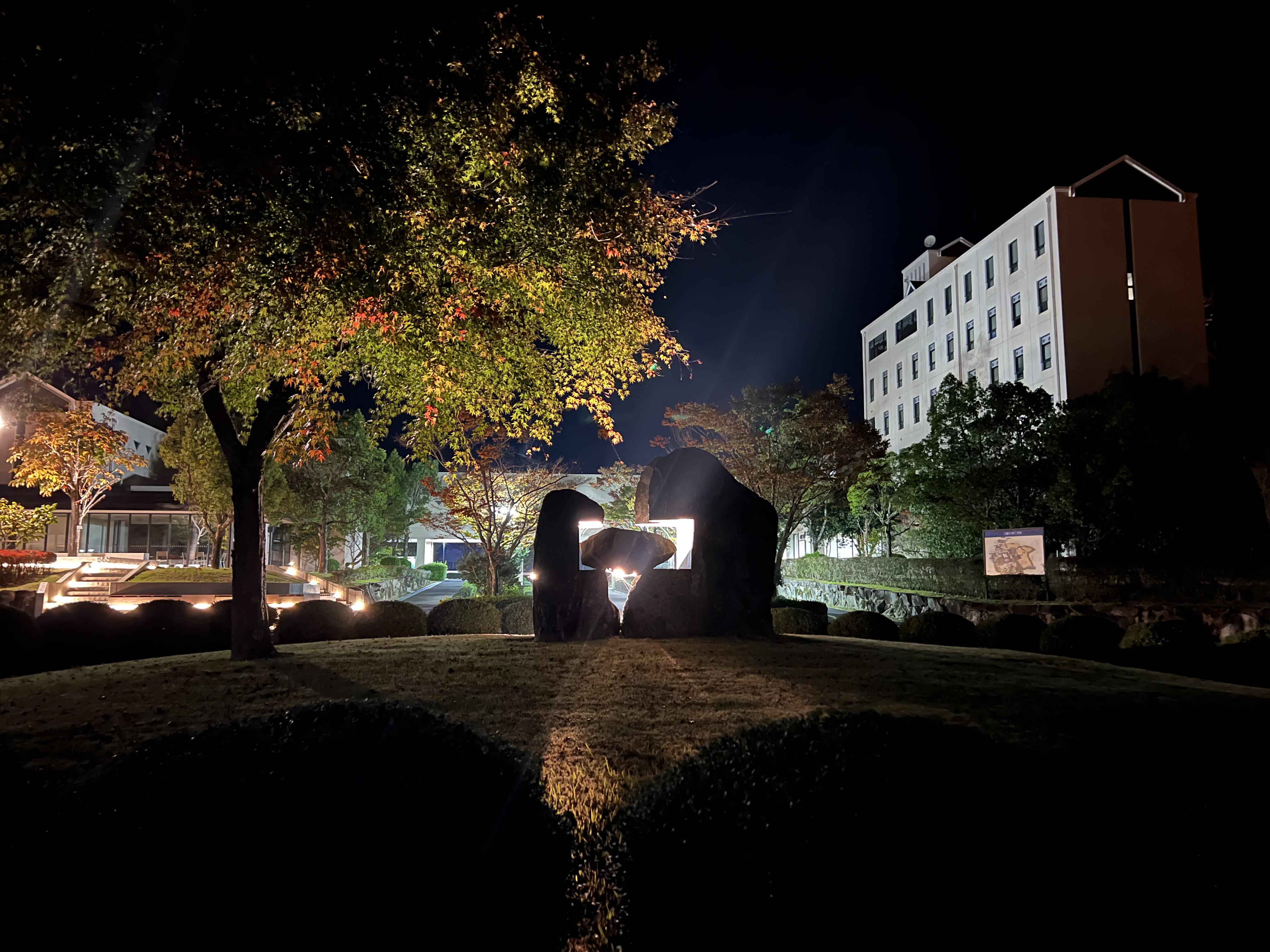
広島キャンパス

- 工学部
  - 化学生命工学科
    - 生物化学コース
    - 環境化学コース
    - 広島キャンパス食品科学コース

  - 機械工学科
    - 機械設計コース
    - エネルギー機械コース

  - ロボティクス学科
    - ロボット設計コース
    - ロボット制御コース

  - 電子情報工学科
    - 電気電子コース
    - 情報通信コース

  - 情報学科
    - 情報システムコース
    - 情報メディアコース

  - 建築学科
    - 建築学コース
    - インテリアデザインコース

#### 福岡キャンパス
- 産業理工学部
  - 生物環境化学科
    - バイオサイエンスコース
    - 食品生物資源コース
    - エネルギー・環境コース

  - 電気電子工学科
    - 応用エレクトロニクスコース
    - エネルギー・環境コース
    - 情報通信コース

  - 建築・デザイン学科
    - 建築工学コース
    - 建築デザインコース

  - 情報学科
    - 情報エンジニアリングコース
    - メディア情報コース
    - データサイエンスコース

  - 経営ビジネス学科
    - 経営マネジメントコース
    - グローバル経営コース

#### 関連大学
- 姫路大学(学校法人近畿大学弘徳学園が設置)
  - 看護学部
    - 看護学科

  - 教育学部
    - こども未来学科
      - 幼児・児童教育コース(主として幼稚園教諭、小学校教諭を養成)
      - 保育・幼児教育コース(主として保育士、幼稚園教諭を養成)

### 研究科

#### 東大阪・本部キャンパス
- 法学研究科
  - 法律学専攻
- 商学研究科
  - 商学専攻
- 経済学研究科
  - 経済学専攻
- 総合理工学研究科
  - 理学専攻
  - 物質系工学専攻
  - メカニックス系工学専攻
  - エレクトロニクス系工学専攻
  - 環境系工学専攻
  - 建築デザイン専攻
  - 東大阪モノづくり専攻
- 薬学研究科
  - 薬学専攻
  - 薬科学専攻
- 総合文化研究科
  - 日本文学専攻
  - 英語英米文学専攻
  - 文化・社会学専攻
  - 心理学専攻

#### 奈良キャンパス
- 農学研究科
  - 農業生産科学専攻
  - 水産学専攻
  - 応用生命化学専攻
  - 環境管理学専攻
  - バイオサイエンス専攻

#### 大阪狭山キャンパス
- 医学研究科
  - 医学系専攻

#### 和歌山キャンパス
- 生物理工学研究科
  - 生物工学専攻
  - 生体システム工学専攻
  - 電子システム情報工学専攻

#### 広島キャンパス
- システム工学研究科
  - システム工学専攻

#### 福岡キャンパス
- 産業理工学研究科（平成25年4月、産業技術研究科から改組）
  - 産業理工学専攻
- 産業技術研究科
  - 物質工学専攻
  - 電子情報工学専攻
  - 造形学専攻
  - 経営工学専攻

### 短期大学部

#### 東大阪・本部キャンパス
- 短期大学部
  - 商経科
    - 情報管理コース
    - 秘書コース
    - 英語コミュニケーションコース

  - 通信教育部
財団法人私立大学通信教育協会に加盟している短大通信教育部の一つであり、大阪府東大阪市の近畿大学本部と、大阪市中央区日本橋の近畿大学会館に通信教育部の事務局がある。

### 関連の短期大学
- 九州短期大学
  - 生活福祉情報科
  - 保育科
- 豊岡短期大学（学校法人弘徳学園が運営）
  - こども学科
  - 通信教育部
    - 生活情報・福祉学科
    - こども学科

### 附属機関

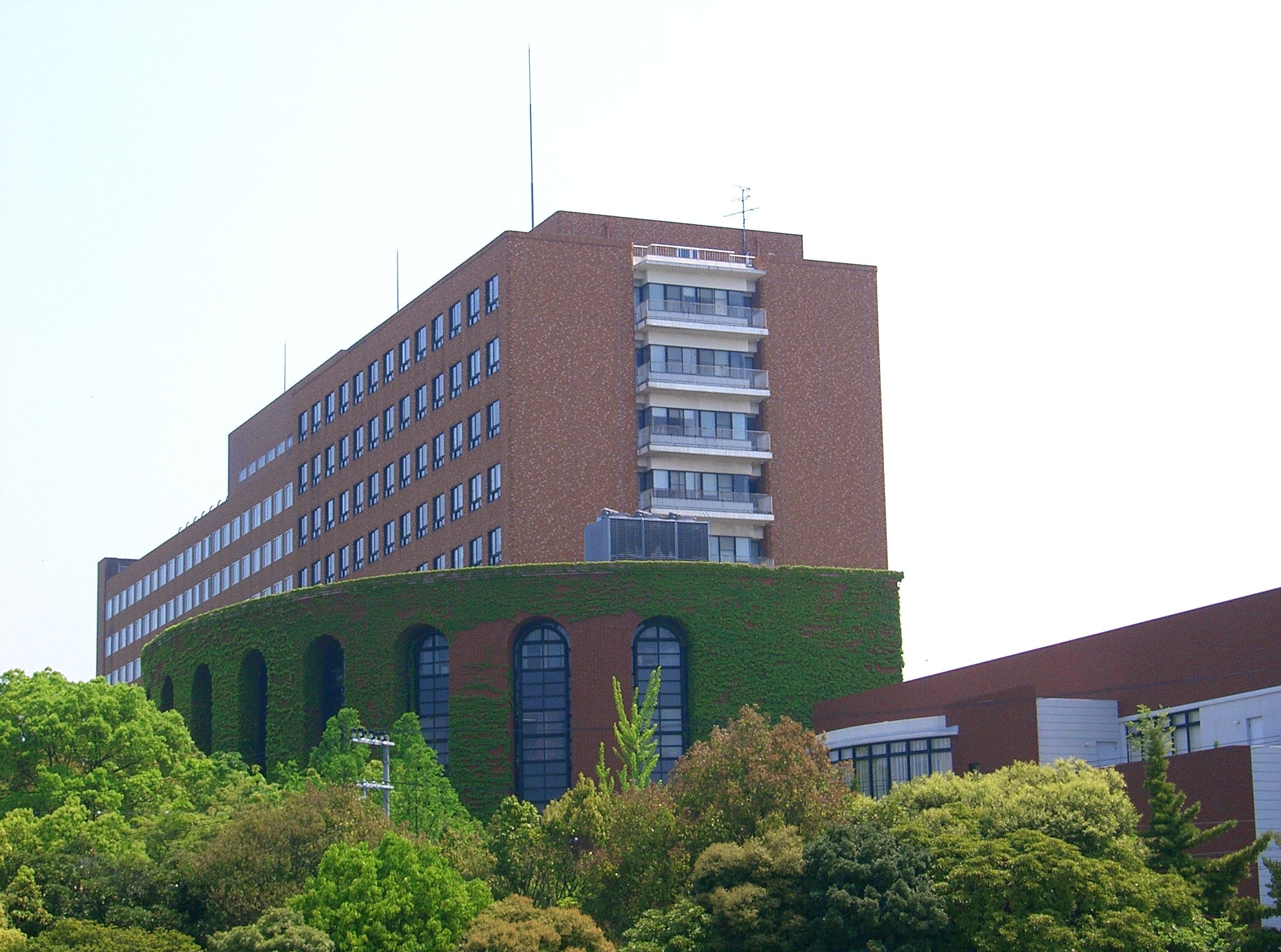
医学部附属病院

- 研究所
  - 水産研究所
1948年、和歌山県に白浜臨海研究所を開設（現：白浜実験場）。1954年から網いけす式養殖法の研究に着手し、産業化を実現。現在のわが国では、この方式が海産魚養殖の主流であり、世界へも普及している。

1965年には、世界で初めてヒラメの種苗生産に成功し、現在までに18種の種苗生産を世界で初めて達成した。
2002年にはクロマグロの完全養殖に世界で初めて成功した（近大マグロ）。その他、選抜や交雑による優良品種の開発にも取り組んでいる。
- - 附属農場
  - 原子力研究所
1960年（昭和35年）に、原子力に関する研究・教育を目的とする全学共同利用研究所として設立。近畿大学原子炉 (UTR-KINKI) は、同年8月に設置が認可され、翌年1961年（昭和36年）11月11日に臨界に到達し（熱出力0.1W→後に1Wに増強）、日本初の民間原子炉・大学原子炉として運転を開始した。1959年（昭和34年）の東京国際見本市でアメリカ原子力委員会によって出展されていた、改良アルゴノート炉を購入したものである。
2012年6月時点、日本国内の私立大学で自前の原子炉を所有・稼動しているのは、近畿大学だけである（かつては立教大学と武蔵工業大学（現：東京都市大学）でも、自前の原子炉を所有・稼動していた）。福島第一原子力発電所事故を受けて施行された新規制基準に対応するため運転を停止していたが、2017年4月に再稼働した[32][33]。
  - 分子工学研究所
  - 理工学総合研究所
  - バイオコークス研究所（旧資源再生研究所）
  - 先端技術総合研究所
  - 次世代基盤技術研究所（旧工業技術研究所）
  - 産業・法律情報研究所
  - 人権問題研究所
  - 国際人文科学研究所
  - 民俗学研究所
  - 日本文化研究所
  - 世界経済研究所
  - 経営イノベーション研究所
  - 幼児教育研究所
  - 薬学総合研究所
  - ライフサイエンス研究所
  - 東洋医学研究所
  - 腫瘍免疫等研究所
- 図書館
  - 中央図書館
  - 農学部図書館
  - 医学部図書館
  - 生物理工学部図書館
  - 工学部図書館
  - 産業理工学部図書館
- 医学部附属機関
  - 附属病院（大阪府大阪狭山市）
  - 堺病院（大阪府堺市）
  - 奈良病院（奈良県生駒市）
  - 関西国際空港クリニック（大阪府泉佐野市、関西国際空港内）
  - 日本橋診療所（大阪府大阪市）
- 起業支援・産学連携施設
  - KINCUBA Basecamp（東大阪キャンパス西門前、24時間稼働）[34]

### 関連会社
近畿大学の各学部・研究所の研究成果を、社会に還元・提供する目的で、下記の産学連携ベンチャー企業各社が設立・運営されている。
- ジーンコントロール：2002年11月、飼料大手でバイオ部門を持つ日本農産工業と共同で設立。同学にとって企業と共同設立した大学発ベンチャー企業の第一号。同学先端技術総合研究所と日本農産工業の共同事業として、再生医療や遺伝子治療、新薬開発に利用される、“特定の遺伝子操作を施したマウス”の受託生産・開発・販売を行っている。
- アーマリン近大：2003年2月、同学水産研究所が研究・養殖した魚を「近大ブランド魚」として販売する目的で設立。同研究所が展開してきた養殖の生産技術や販売事業を礎に、世界で初めて完全養殖に成功したクロマグロ（「近大マグロ」）をはじめ、マダイ、シマアジ、カンパチ、トラフグなどの成魚や、「クエ鍋セット」などの加工食品を販売している。
- ア・ファーマ近大：2004年、同学薬学部・農学部・生物理工学部・附属農場・東洋医学研究所が連携して進めている「かんきつ類薬用研究開発プロジェクトチーム」を母体として、食品などの製造・販売を行う大学発ベンチャーとして設立。薬学部を中心とするグループが、早摘みの青みかんにポリフェノールの一種「ヘスペリジン」が多量に含まれることを発見し、サプリメント（商品名「ブルーヘスペロン・キンダイ」）として、製造・販売している。
- ア・アトムテクノル近大：2005年、同学原子力研究所を中心に、放射線計測機器や医療機器等の開発と販売を行う千代田テクノルと共同で設立。原子力・放射能の平和利用の推進を旨とし、各種サンプル試料の放射能、化学成分、細菌等の測定・分析業務や、医療、健康、環境、エネルギー関連分野の調査やコンサルティング業務を行っている。
- 株式会社自然産業研究所：2010年設立。農林水産業に関する調査研究、経営分析、コンサルタント業を行っている。

## 研究

### 農学部・水産研究所関連

#### 近大マグロ：クロマグロの完全養殖化
水産研究所は世界初となるマグロの完全養殖に成功しており、『プロジェクトX〜挑戦者たち〜』をはじめ多くのマスコミに取り上げられている。2007年12月より、人工孵化したクロマグロの稚魚を、養殖業者に販売する事業も行われている。また、関連の大学ベンチャー企業「アーマリン近大」を通じて、クロマグロの成魚を大学ブランドの「近大マグロ」としても販売している。
水産研究所ならびに大学院農学研究科は、2002〜2007年度まで文部科学省「21世紀COEプログラム」クロマグロなどの魚類養殖産業支援型研究拠点に採択されていた。また、水産研究所を中核として、2008年度からは文部科学省「グローバルCOEプログラム」クロマグロ等の養殖科学の国際教育研究拠点に採択されている。
2009年7月29日に水産研究所は、オーストラリアの養殖関連企業「クリーン・シーズ・ツナ」社との共同研究で、世界で初めてミナミマグロの人工孵化から稚魚サイズまでの飼育（種苗生産）に成功したと発表した。これは、グリーン・シーズ・ツナ社単独では実現できなかったミナミマグロの飼育を、クロマグロの完全養殖に成功した水産研究所との共同研究により成し遂げたものである。
2010年9月10日に同学は、クロマグロの完全養殖の事業化において、総合商社の豊田通商との間で技術提携を締結したことを発表した。同社は今回の事業化への取り組みに際し、長崎県五島市に漁業施設「ツナドリーム五島」を設け、同学の技術支援を受けながら、クロマグロの商業生産を先行させたい考えとしている。
2014年7月16日、同学は豊田通商との提携関係を拡大し、完全養殖マグロの大量生産を始めると発表。近代の技術を使い産卵や稚魚育成を行う種苗センターを豊田通商が長崎県五島市に建設し、2015年5月に稼働させ、2020年に日本国内の養殖需要の半分に相当する年間30万尾の「近大マグロ」を生産する計画。

#### 近大卒の魚と紀州の恵み　近畿大学水産研究所
2013年4月26日、大阪駅北側の再開発地区・うめきた内：グランフロント大阪の北館「ナレッジキャピタル」6階に、同学と関連会社・アーマリン近大、およびサントリーグループと和歌山県との連携による養殖魚専門の料理店「近大卒の魚と紀州の恵み　近畿大学水産研究所」（大阪店） が開店した。同店では、水産研究所が育てた「近大マグロ」などの養殖魚を中心とした魚料理をはじめ、水産研究所が所在する和歌山県の協力を得て、和歌山県産の食材にこだわった料理を提供している。店舗開発、運営等については飲食ビジネスに精通したサントリーグループがパートナーとなった。大学が研究の成果として自ら生産したものを、産官学が連携して専門料理店にて消費者に直接提供するケースは、日本の大学では初の試みとのことである。1958年近畿大学水産研究所入所、クロマグロの養殖を1970年にスタートしたが2002年には、研究チームのリーダーとして、難しいと思われていたクロマグロの完全養殖を成功に導いた熊井英水教授・顧問は、開店したことに、「これまで長い時間をかけて、えさの研究を重ね、健康な魚を育てることに、まい進してきました。日本の養殖産業を引っ張ってきたわれわれとしては、養殖にイメージを変えるべく、安全で安心、そしておいしいということをPRしていきたいですね」と述べている。2013年12月4日には第2号店として、東京都中央区銀座6丁目の銀座コリドー街に、銀座店が開業した。

#### その他の研究
水産研究所の新宮験場（和歌山県新宮市）では2008年度より、チョウザメの稚魚を養殖し、アーマリン近大を通じ「近大キャビア」（チョウザメの卵の塩漬け）として、試験的に生産・販売している。同年度は、生後14年目の雌3匹（全長105～123センチ、重さ10.7～13キロ）から計5.5キロ採卵し、100個限定で販売、味も好評ということで完売となった。これまでに生後12年から14年の成魚約120匹を養殖してきたが、2009年6月下旬からは、新たに300匹の稚魚を追加購入して飼育を始めた。関係者は「このまま販売を続けると、現在飼育している個体では足りなくなるため、10年先を見越して補充することにした。餌と飼育方法を研究して10年ほどで採卵できるようにしたい」と話している。
2009年11月20日より、富山県射水市にある水産研究所・富山実験場が人工孵化し、稚魚へ育てたトラフグを、堀岡養殖漁業協同組合が成魚まで育て、同組合により製品化した「近大堀岡とらふぐ 薄造り＆鍋セット」の販売を開始した。
また、2010年1月13日には富山実験場にて、水温調整によりトラフグの稚魚の80%をオスへ育てることに成功し、その技術を確立した上で、特許申請したことを発表した。この技術により、高級食材として珍重される白子をより多く生産できるものと期待されている。同年秋からは、白子を加えた「とらふぐセット」も販売された。
2010年2月10日、農学部キャンパス内にて、環境管理学科水圏生態学研究室を中心とする研究グループが、同キャンパス内の里山にあるため池などで系統保存を進めている、絶滅危惧種であるニッポンバラタナゴを放流させ、危険分散を目的として、様々な個人や機関に預け、保存・繁殖してもらう“里親プロジェクト”を開始した。 同年2月25日には里親第一号として、奈良市立鼓阪小学校で、校内の池にタナゴの繁殖に必要な淡水性の二枚貝と、ハゼの仲間であるヨシノボリとともに放流された。

### その他の学部・学科
2005年、「受容体型細胞表面タンパク質と、そのシグナル伝達系を標的とした医薬品開発（研究代表者：薬学研究科・益子高）」が文部科学省平成17年度私学学術研究高度化推進事業（17文科高第404号）に採択された。益子高細胞生物学研究室ウェブサイト上で活動状況に概要・学術フロンティア構想調書・共同研究プロジェクト調書を公開した。
2005年7月より、大学院の総合理工学研究科・理学専攻「遺伝カウンセラー養成課程」が、文部科学省科学技術振興調整費「新興分野人材養成プログラム」として、京都大学大学院の「遺伝カウンセラー・コーディネータユニット」との合同プログラムの形で、5か年受託事業に採択された。
理工学部では、飲料工場から大量に廃棄処分されるコーヒー・茶葉のかすや、間伐材などを原料として、製鉄や鋳造の工程に使用できる植物由来固形燃料（バイオコークス）を量産するための装置を、三菱重工業とともに開発。近年ではナニワ炉機研究所とともに従来装置の4倍の生産能力をもつ連続自動運転装置が新たに開発された。
- 2008年4月22日には、北海道恵庭市の近畿大学資源再生研究所内に、実証実験などを行う研究施設「近畿大学バイオコークス量産実証実験センター」が新設された。このプロジェクトは、独立行政法人新エネルギー・産業技術総合開発機構 (NEDO) の助成事業にも採択されている。
- また、このプロジェクトを北海道内でも告知するため、2008年3月20日より札幌ドームのバックネット下1塁側寄りフェンスに設置された回転式広告に、「環境にやさしい新エネルギー、バイオコークス：近畿大学」の広告を掲示している。
- 2008年7月16日には、日本コカコーラグループより提供された茶かすより生産されたバイオコークスを、豊田自動織機東知多工場内の自動車部品鋳造用大型炉の燃料の一部に試験的に使用し、石炭コークスの使用を約11.4%削減させる効果を確認した。
- 2010年3月には、大阪府森林組合との協力により、バイオコークスの事業化のための工場を、大阪府高槻市に開設すると発表した。そして翌年2011年4月22日に工場が開設、同年6月より本格的に生産を開始した。

2008年6月18日より、文芸学部の学生が缶をデザインしたキリンビールの発泡酒「麒麟淡麗〈生〉」の大阪府下限定品「おおきに大阪！キリンで元気！デザイン缶」（350ミリリットル・約2万ケース）が販売された。これは発売10周年を迎えた同商品が、全国都道府県の中で大阪の出荷量が一番多い（2007年同社内県別実績）ことから、「大阪の皆さまへの感謝の気持ちを込めて発売する」という同社の企画に、産学連携活動の一環として、同学が協力したものである。地元・大阪の大学の中でもデザイナーや画家などを目指す学生が多く在籍するとされる、同学の文芸学部芸術学科の学生たちから、大阪の食を代表するたこ焼きをテーマにしたデザインを募集したものである。寄せられた作品の中から、今年4月に同社サイト上でデザインコンテストを実施した結果、最多票を獲得した「大阪城や通天閣、HEP FIVEの観覧車を背景に、大阪名物のたこ焼きを大胆に配置した元気あふれるデザイン」（同社）が採用された。また同日には、同学と地域交流の面で協定を結んでいる、八尾市のショッピングセンターアリオ八尾で、発売記念イベントも行われた。
2009年2月25日には医学部において、変死体の死因究明に役立てる「死亡時画像診断」（オートプシー・イメージング、Ai）システムを導入したと発表した。大学医学部の法医学教室への導入としては日本初となる。同システムは、死亡者専用のCT（コンピュータ断層撮影）装置の画像を立体化処理してモニターに映し、メスで遺体を傷つけない非破壊検査が解剖の前段階で可能で、全身を3ミリ間隔で輪切りにした画像を約3分間で600枚撮影し、体の奥深くの出血なども発見できるという。医学部の巽信二主任教授は「将来はすべての変死体にAiを実施し、より公正で客観的な死因究明を可能にしたい。同年5月に始まることになった裁判員制度でも、視覚効果を活用したわかりやすい判断材料を法廷に提供できるだろう」と話している。
さらに2010年10月7日には、同じ医学部・法医学教室に、DNA鑑定の精度とスピードを従来と比べて大幅に向上させることができる「ゲノム定量解析システム」が導入され、本格的な稼働を開始した。このシステムは現在、世界でも250台程度しか稼働していない最先端のものであり、そのほとんどががんや難病などの治療を目的とする疫学的研究に用いられているが、法医学分野での活用を主目的とする導入例としては、国内で初と言うことである。
2008年11月には生物理工学部の泉井桂教授が、京都大学と共同で、シックハウス症候群の原因とされる、ホルムアルデヒドなどの有害物質を吸収する働きを持つ細菌の遺伝子を組み込んだ植物の開発に成功した。将来的には観賞植物などへの応用も期待されている。
生物理工学部と先端技術総合研究所はマンモス復活プロジェクトをロシア連邦および岐阜県と共同で進めている。2009年1月8日には、同学と岐阜県畜産研究所の研究チームが、このプロジェクトで活用されたクローン技術を応用して、1993年に亡くなった飛騨牛の元祖といわれる「安福号」の冷蔵保存された精巣から、生き残った細胞を培養・増殖させて、同じ遺伝子を持つクローン牛を誕生させることに成功したと発表した。
2010年9月28日に生物理工学部は、大阪歯科大学とともに、骨や歯の主成分であるハイドロキシアパタイトを極薄のシートに成形したものを、歯科治療に応用する共同研究を始めたと発表した。これは、生体親和性に優れる同シートをばんそうこうの様に、歯の表面にはりつけ、歯質の修復や保護、審美、知覚過敏症の治療にも役立てることを狙ったものであり、今回の治療に関する特許（「硬組織の再生材料および再生方法」）についても、両大学での出願が行われた。
2012年5月23日には、同学の工学部・薬学部・原子力研究所を中心とする研究グループが、水に溶けたセシウムをろ過して99％以上取り除くことができ、建築物の壁や床材として使える強度を備える漆喰（しっくい）「ゼオCa（カルシウム）漆喰」の開発に成功したと発表した。セシウムを吸着する性質を持つ鉱物のゼオライトを高濃度かつ特殊な方法で漆喰に混合することで、セシウム吸着能力と建材としての強度確保を両立させたものである。今後は東日本大震災に伴う福島第一原子力発電所事故によるセシウムの放射性同位体（セシウム134、セシウム137）による汚染に対し、セシウムの除去や封じ込めに活用できる可能性があるとして、活用方法について調査研究を進めるとしている。
2012年7月には、同学および近畿日本鉄道（近鉄）・丸紅の3者連携により、近鉄吉野線福神駅前の遊休地に農業施設「近鉄ふぁーむ花吉野」が開設された。施設内の植物工場では、レタスなどの葉物類やラディッシュなどのミニ根菜類が、農業用ハウスではトマトが生産されており、「花吉野からやさい。」シリーズとして、近鉄グループの近商ストアでの販売や、ホテル・レストラン向け食材として供給されている。

### 21世紀COEプログラム
- 採択2件
- 2002年

生命科学
食資源動物分子工学研究拠点
- 2003年

学際・複合・新領域
クロマグロ等の魚類養殖産業支援型研究拠点

### グローバルCOEプログラム
- 2008年

学際・複合・新領域
クロマグロ等の養殖科学の国際教育研究拠点

## 本大学の主な取り組み

### 近大エコ出願
2012年10月1日に近畿大学は、地球環境保護の観点から出願時における将来的な紙の願書の廃止を視野に置いた、地球環境に優しく（エコロジー）、受験生の経済的な負担も減らす（エコノミー）、「近大エコ出願」を2013年度の入学試験より実施すると発表した。
同学は2012年度の入試の際、13万部の願書セットを用意したが、これを積み上げると東京スカイツリー約3本分の高さに匹敵し、重量にすると約100トンになると言う。しかし、そのうち約3万部が使用されず、廃棄されることになった。同学では紙の出願の件数を減少させるべく、2008年よりインターネットを利用した出願方式を導入してきたが、受験生の「出願は紙の願書で」という意識の強さからか、2012年度までのインターネット出願の利用率はわずか数パーセントとなっていた。そのため、2013年度の入試よりインターネットを利用して出願した受験生に対して検定料を割り引き、受験生の経済的な負担を軽減することで、インターネット出願の利用率を一気に70％まで引き上げることを目標にし、本出願制度を実施することとした。この目標が達成されれば、次年度の入試より紙の願書を廃止し、完全ネット化を果たしたいとしていた。そして完全ネット出願化が実現することになれば、国内の大学として初の試みとなり、また全国の大学に波及すれば、地球環境保護へ多大なる貢献が出来る、とも表明した。
この出願制度の宣伝においては、“宣伝からエコを実現”するとして、2012年度の志願票の実物をポスター用紙として再利用した交通広告が制作され、天王寺駅・大阪駅・大阪難波駅などで掲示された。
その結果、同学でのネット出願件数は、2012年度の3,767件から82,030件まで大幅に増加し（21.8倍）、ネット出願率は全体で64.4%、後期入試では目標としていた70.0%（医学部のC方式を除く）となり、同学ではネット出願が十分に浸透してきたものと判断した。これを受けて2013年4月16日に同学は、翌年の2014年度入試より紙の願書を廃止し、完全にインターネットによる出願に移行することを決定した。出願の完全ネット化は全国の各大学で初の試みとなった（一部対象外の入試制度あり）。
なおネット環境がない志願者に対しては、コールセンターによる電話受付などの代替出願方法なども行うことで、全ての受験生に対し、入試におけるバリアフリーを目指して引き続き努力するとしている。
その後、同学の動きを受けて、東洋大学や中京大学など全国の各大学でも、2014年度入試からのネット出願制度への完全移行が進むことになった。加えて同学では、「エコ出願」の名称・ロゴを他大学へ無償で貸与するとしており、第1弾として桃山学院大学が「エコ出願」の使用承諾を得ることになった。

### “オール近大”川俣町除染支援プロジェクト
2011年3月11日に発生した東北地方太平洋沖地震（東日本大震災）ならびにそれに伴い発生した東京電力福島第一原子力発電所事故による甚大な被害を受けた福島県伊達郡川俣町に対し、近畿大学では継続的な支援活動を行ってきた。そして2013年5月31日に同学は、震災復興アドバイザー委嘱状交付式および食品モニタステーション贈呈式を同町で行い、それとともに「“オール近大”川俣町除染支援プロジェクト 」が本格始動することになった。同プロジェクトにおいては、総合大学としての研究力を活かし、
1. 「農業・産町づくり振興支援」
2. 「除染推進支援」
3. 「健康・心身ケア支援」
4. 「放射線・能測定支援」

の4グループに分けた上で、同町民の意見を反映させながら復興支援策が実施されている。

### 近大ビッグブルー
2018年、アンダーアーマーと提携し体育会クラブの統一ロゴと統一ユニホームを発表した。名称やカラーを統一し、大学、体育会、他学生の一体感を生み出す。まず、アメリカンフットボール部、ゴルフ部、バレーボール部、ラクロス部、ラグビー部の5クラブが統一ユニフォームを着用することとなり、他クラブも順次揃えていく。

### 基本情報技術者試験
近畿大学は国家資格の基本情報技術者試験（FE）の午前の部の免除制度の認定校になっており、「応用情報処理論」という科目の単位を取得し、修了試験に合格することで、FEの午前の部の受験が1年間免除される。

## 外部との関係

### 産官学連携
窓口となるリエゾンセンターを2000年に、その東京オフィスを2013年に開設した。

#### 包括的連携協定
- 和歌山県

2012年6月11日に近畿大学は、和歌山県との間で「包括的連携に関する協定」を締結した。同県紀の川市に生物理工学部を設置してから、翌2013年に20周年となるのを目前として、改めて連携を強化し、地域の特性を生かした豊かで活力ある地域社会の形成と発展に寄与するため、包括協定が締結された。
- マツダ[55]

2012年12月25日に近畿大学は、次世代自動車産業の強力な技術基盤を築くため、広島県に本社を置くマツダとの間で「包括的研究協力協定」を締結した。同学では、平成21年度文部科学省「私立大学戦略的研究基盤形成支援事業」に採択された、広島キャンパス内の「次世代基盤技術研究所」を拠点とする「地域連携による次世代自動車技術に関する研究」が行われており、今回の包括協定に基づき、マツダを中心とする広島地区の自動車関連産業において、産学連携による最先端の共同研究開発・教育を通じての人材育成を進めるとしている。なお、マツダが大学との間で包括協定を締結するのは、広島大学・九州大学に次ぐ3例目で、私立大学との締結は初めてとなった。

### 国内交流協定校
- 広島大学

2010年12月3日に近畿大学は、広島大学との間で「大学間交流に関する包括協定」を締結した。広島県東広島市にある同学の工学部と広島大学との間では、これまでも研究交流や人材交流を行ってきたが、互いに総合大学であるという利点を生かし、連携協力活動の範囲を全学に広げ、両大学間の交流を一層推進するため本協定を締結するに至った。

### 国際交流協定校
- アメリカ合衆国
  - カリフォルニア大学デイビス校
  - イリノイ大学アーバナ・シャンペーン校
  - ウエストバージニア大学
- イギリス
  - エジンバラ芸術大学
  - ノッティンガム大学
  - サセックス大学
  - ウィンチェスター大学
- ドイツ
  - ルードヴィヒ・マクシミリアン大学ミュンヘン
- ブルガリア
  - ソフィア医科大学
- イタリア
  - ローマ大学
- タイ
  - チェンマイ大学
  - チュラロンコン大学
  - タマサート大学
  - ラジャマンガラ工科大学
- ベトナム
  - タイグエン大学
- 中国
  - 西安理工大学
  - 中国薬科大学
  - 南京林業大学
  - 上海財経大学
  - 瀋陽薬科大学
  - 大連理工大学
  - 北京大学
- 台湾
  - 台湾大学
  - 虎尾科技大学
- 韓国
  - 慶煕大学
  - 湖南大学校工科大学
  - 全南大学校
- マレーシア
  - サバ大学
- オーストラリア
  - ウェスタン・シドニー大学
  - ボンド大学
  - サザンクロス大学
- カナダ
  - カルガリー大学
- ロシア
  - トムスク工科大学
  - モスクワ大学
- ニュージーランド
  - ワイカト大学

## 学生生活
「トイレが綺麗」という事でも知られており、近畿大学管理部は「トイレの綺麗さは大学のイメージに直結する」として、トイレの整備は志願者数日本一に押し上げた重要な要素の一つだという。
2002年、東大阪キャンパスの女性用トイレ内にソファなどを備えたパウダーコーナーを設置。
生理による不調や月経前症候群への対応を進めており、2023年4月1日より、東大阪キャンパスの女性用トイレで生理用ナプキンの完全無償提供が開始された。生理が心身の健康に与える影響だけでなく、必要な生理用品がないために授業の欠席、遅刻、早退を選ぶといった環境を改善する取り組みとなっている。

### 学園祭
本部キャンパスでは毎年11月に「生駒祭」と呼ばれる学園祭が行われる。なお、近年から生駒祭の期間を利用して、近畿大学数学コンテストも開催されており、全国から数学好きが集って腕を競う。その他のキャンパスで行われている学園祭は以下の通り。
- 奈良キャンパス（農学部）
  - 農学部祭（飛鳥祭）
- 大阪狭山キャンパス（医学部）
  - 金剛祭
- 和歌山キャンパス（生物理工学部）
  - きのくに祭[59]
- 広島キャンパス（工学部）
  - うめの辺祭 - 工学部のキャンパスが完全統合した2001年より。（2000年までは九嶺祭）
- 福岡キャンパス（産業理工学部）
  - 柏の森祭

### 学生団体（体育会・文化会など）
各種部活動及び委員会活動を行う学生団体は、同学において「公認団体」と称される。公認団体は、学生に対し還元活動を行うとともに近畿大学生の規範となることを目指し日々活動している。公認団体は、自治会及び学生部会を除いて基本的に体育会か文化会に所属している。一部例外として体育会、文化会のどちらにも所属せず活動することが認められている団体も存在し、それらは独立団体と呼ばれている。独立団体には、応援部、吹奏楽部、英字新聞会、新聞会（現在活動休止）、赤十字奉仕団中央執行委員会が存在する。また放送局 (K.B.S) は附属施設として位置づけられている。

#### 近畿大学体育会
本部の体育会硬式野球部は、関西学生野球連盟に加盟しており、同連盟において最多である45回の優勝（春・秋のリーグ戦を通じて：直近は2017年春季（8期ぶり））を成し遂げた。また全日本大学野球選手権大会においては、優勝4回と準優勝5回、さらに明治神宮野球大会においても、2度の優勝を成し遂げた。特に1997年には、春・秋のリーグ戦と、全日本大学野球選手権大会、明治神宮野球大会に加え、全日本アマチュア野球王座決定戦（現在は廃止）にも優勝すると言う、史上初のアマチュア・大学野球の五冠を達成することになった。2013年8月、7月に窃盗で一年生部員が逮捕されたこともあり、三ヶ月の活動停止とリーグ戦辞退を発表した。
広島の工学部体育会硬式野球部は、広島六大学野球連盟に加盟しており、全日本大学選手権の出場経験もある。広島六大学野球連盟では2008年10月現在最多優勝記録を持っている。一方、福岡の産業理工学部体育会硬式野球部は、九州地区大学野球連盟に加盟している。なお、本部および広島・福岡の各野球部とも、卒業後にプロ野球選手となった者が数多くいる。ちなみに朝日新聞出版発行『大学ランキング・2012年度版』の「スポーツ選手出身大学・プロ野球部門」で同学は、青山学院大学・早稲田大学に次ぐ第3位（西日本の大学では第1位）となっている。
空手道部は、本部と広島の工学部にそれぞれ設置されている。本部は近畿大学体育会空手道部として関西学生空手道連盟に、工学部は近畿大学工学部体育会空手道部として中四国学生空手道連盟に所属している。2005年度の第49回全日本大学空手道選手権大会では、本部と工学部の間で決勝戦が争われ、本部が2年ぶり8度目の優勝を果たした。また学生連盟所属としては、福岡の産業理工学部学友会空手道部があり、全九州学生空手道連盟に所属している。
その他、和歌山県の生物理工学部も関西学生空手道連盟に2017年度より加盟。
サークルとして、医学部と理工学部にも空手道部が存在する。
ラグビー部は、関西大学ラグビーフットボールリーグAグループ（1部リーグ）に所属している。2012年度は、秋季リーグで4位となったことで、全国大学ラグビーフットボール選手権大会へ2年ぶりに出場した。
近畿大学デビルスは、アメリカンフットボール部の愛称である。2018年度は、関西学生アメリカンフットボール連盟のDIV.1（1部リーグ）に2年ぶりの復帰を果たした。
相撲部は学生横綱になった学生・卒業生がおり、大相撲の親方になった者もいる。
水上競技部は有力な競泳選手を多く抱え、オリンピックや世界選手権の代表となった者もいる。
洋弓部は日本では強豪チームとして名を馳せており、多数のオリンピック選手を輩出している。
バスケットボール部は関西学生バスケットボールリーグ1部所属の関西の強豪として有名であり、プロ選手も多く輩出している。
バレーボール部も関西の強豪として有名であり、Vリーグへも数多くの選手を輩出している。ちなみに朝日新聞出版発行「大学ランキング・2012年度版」の「スポーツ選手出身大学・男子Vリーグ部門」で、同部が第1位となっている。
ボクシング部は、かつて全日本大学ボクシング王座決定戦を11度制するなどの記録を持ち、森岡栄治、名城信男、原田剛志、赤井英和、中谷正義などの名選手を輩出した強豪として知られていたが、2009年6月に当時の現役部員2名が強盗容疑により大阪府警に逮捕される事件を起こした。これを受け同学は、本件に関する社会的責任を明確にするためボクシング部を無期限の活動停止処分とし、同部は一時廃部扱いとなっていた。しかし、同部OB会などからの復活の嘆願の声を受け、3年後の2012年10月27日より、正式に同部は復活した。総監督には赤井英和が就任し、同部の再開と復興をすすめることになった。

### 卒業式
新型コロナウイルスによるパンデミック禍が直撃した2020年度から2022年度は、2020年度2021年度が卒業式が中止。2022年度は制限を設けた中で行われた。
2014年度より、2016年度2017年度を除く全ての年度で著名人がゲストスピーカーとして登壇している。
これまでのゲストは堀江貴文、山中伸弥、又吉直樹、西野亮廣、三木谷浩史、安倍晋三、本田圭佑、EXILE HIRO、秋元康。

#### 近畿大学校友会
校友会が存在しており、Kindaiサミットという「日本を変える」を大きなテーマとし、社長、上場企業の役員、アスリート、起業家、議員、卒業生が来場する完全招待制のイベントも行っている(2020年～2022年はコロナウイルスによるパンデミックのため実施は無い)。

#### 近畿大学文化会
学術系・展示系・研究系・公演系の大きく4系統があり、34団体が活動している。学術系には、天文研究会・法学研究会・英語研究会がある。展示系には、書道研究墨濤会や陶芸部等がある。研究系には、視覚障害福祉を中心に活動している社会福祉すみれ会や、野外活動や奉仕活動を行うローバースカウト部、サイクリングやポタリングを行うサイクリング部、釣部釣友会等がある。公演系には、尺八や三味線、琴を演奏する邦楽部、交響楽団、ギターマンドリンクラブ等がある。34団体を統括する団体として文化会総務が存在し、各サークルの役員経験者等から選出されている。

#### その他
近畿大学ラグビー同好会ドルフィンズは、2007年と2008年の2年連続で、東西学生クラブ対抗試合 に、西日本代表として出場した。

## 施設

### キャンパス

#### 近畿大学本部キャンパス

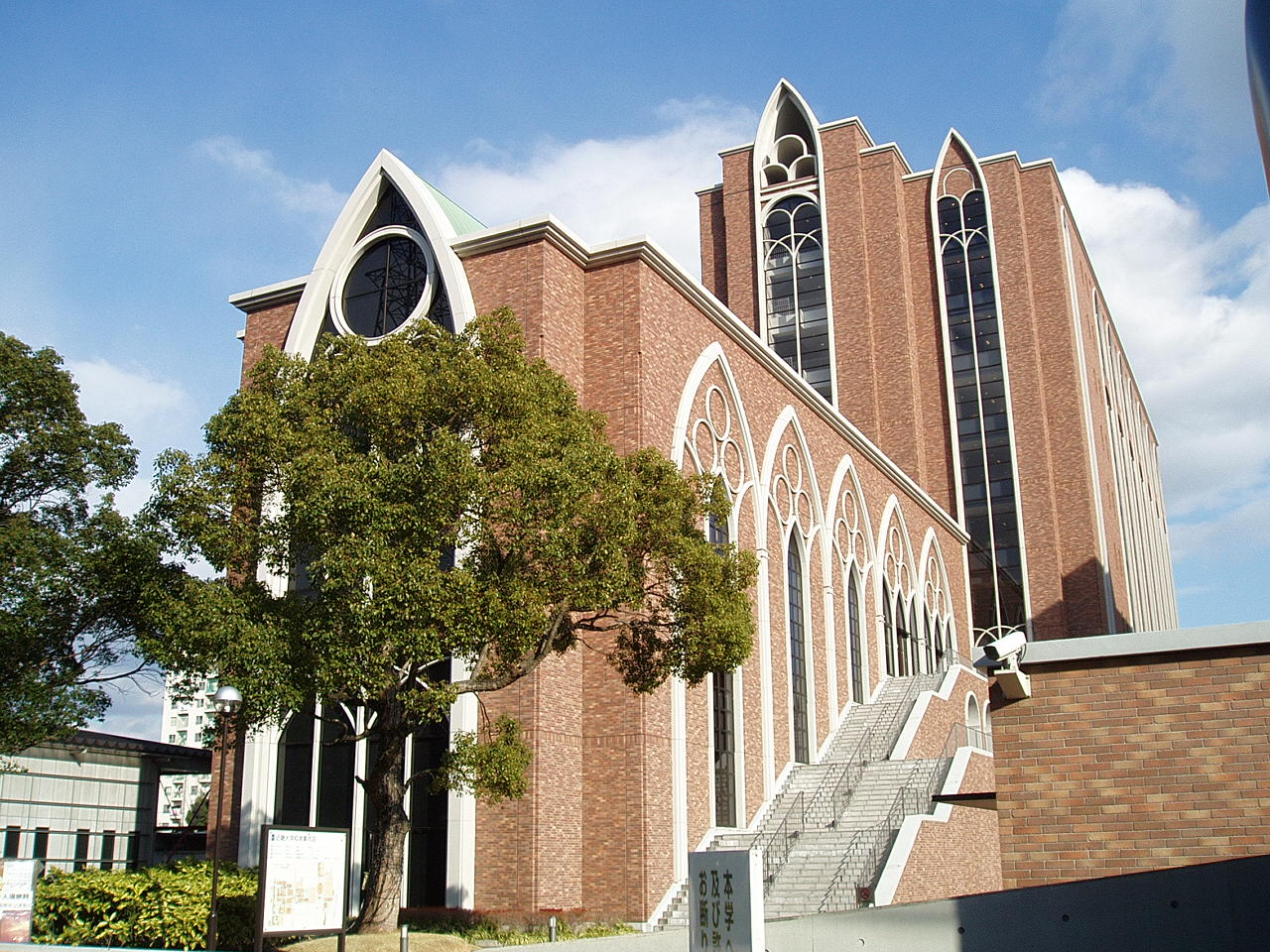
Eキャンパス内にあるB館

- 使用学部：法学部、経済学部、経営学部、文芸学部、総合社会学部、理工学部、建築学部、薬学部
- 使用研究科：法学研究科、商学研究科 、経済学研究科、文芸学研究科、総合理工学研究科、薬学研究科
- 使用附属施設：大学本部など。
- 敷地面積：430,851.63㎡
- 最寄り各駅
  - （大学西門）
    - 近鉄大阪線・長瀬駅下車、徒歩約10分。駅から大学までの道路の両側は飲食店などの学生向けの商店が並ぶ長瀬駅周辺商店街通称「大学通り」がある。
    - JR西日本おおさか東線・JR長瀬駅下車、徒歩約15分。
    - 近鉄奈良線・河内小阪駅下車、徒歩約20分。

  - （大学東正門）
    - 近鉄奈良線・八戸ノ里駅下車、近鉄バス直行100円シャトルバス約5分（近畿大学東門前行乗車、近畿大学東門前下車）、一般路線バス約10分（金物団地前行乗車、上小阪住宅前下車）、または徒歩約20分。
    - 近鉄大阪線・俊徳道駅またはJR西日本おおさか東線・JR俊徳道駅下車、大阪バス直行100円シャトルバス約15分（近畿大学東門前行乗車、近畿大学東門前下車）。

近畿大学の公式サイト・大学案内などでは「本部キャンパス」あるいは「東大阪キャンパス」と呼称している。本部キャンパスは赤煉瓦風タイルを外装とする校舎が多く、多くの樹木に囲まれている。また、情報処理教育棟（愛称KUDOS）、B館（経済学部）、A館（文芸学部）、C館(法学部)などの校舎・施設群は、東門から旧大阪中央環状線を挟んで向かい側に立地する。これらの校舎・施設群を「Eキャンパス」と呼称する。Eキャンパスは本部キャンパスを構成する一部といえる。
このEキャンパスを利用する学生の大半は経済学部や文芸学部を筆頭に総合社会学部、法学部。さらには情報処理教育棟(通称:KUDOS)を利用する全学部の学生であるが、旧大阪中央環状線は比較的、終日交通量が多い道路であるのにもかかわらず横断歩道のみしかなく、授業の合間は両キャンパスを往来する学生で付近は混雑する。
また本部キャンパス内には、大学生協の店舗や学生食堂などが設けられているが、Eキャンパス内には、小規模な売店があるほかには、本格的な施設が長年設けられていなかった。しかし2010年4月に、Eキャンパス内では初の本格的な施設として、セブンイレブン・すき家・モスバーガーなどが出店する「BLOSSOM CAFE（ブロッサムカフェ）」が開設された。
赤煉瓦風タイルの凱旋門（西門）がキャンパスのシンボルであり、クリスマスシーズンのイルミネーションも恒例となっている。
2014年7月に近畿大学は、東大阪・本部キャンパスの大規模整備計画「超近大プロジェクト」（2020年完成予定）構想を発表した。同計画では、同学の新たなシンボルとなるタワー棟（地上11階・高さ57ｍ）、3学部（法学部、文芸学部、国際学部）の新校舎及び従来の機能を一新した図書館などの建設を予定している。このうち3学部の新校舎は2016年までに順次完成している。

##### 近畿大学英語村E3[e-cube]
2006年11月、東大阪・本部キャンパスに英語教育と交流のための施設として、近畿大学英語村E3[e-cube]（イーキューブ）が開設された。「遊びながら英語を学ぶ」ことを目的に、「笑顔で英語とふれあう空間」として学生・教職員に利用されている。本施設では、すべての会話は英語のみで行うことで、自然に楽しみながら英語を身につけるられることが特徴である。また大学の休暇中は、附属学校・幼稚園向けや、一般市民向けのプログラムも実施されている。施設の名称は、"English"・"Enjoyment"・"Education"、の3つの"E"を組み合わせたもので、学内公募により決定した。
2015年6月に、第一回近大公開オーディション「KINDAI'S GOT TALENT」を開催。近大生の中から、ダンスや演奏などの才能を持つ近大のスターを発掘する事が目的。ハリウッド俳優の小山田真が特別審査員として参加。

#### 農学部キャンパス
- 使用学部：農学部
- 使用研究科：農学研究科
- 使用附属施設：Stub
- 敷地面積：115,257.03㎡
- 最寄り駅：近鉄奈良線富雄駅下車、バス約10分

キャンパス名称は正式には学部名称を使用しているが、学内では「奈良キャンパス」と通称される。

#### 医学部キャンパス
- 使用学部：医学部
- 使用研究科：医学研究科
- 使用附属施設：近畿大学病院、救命救急センター、関西国際空港クリニック、日本橋診療所、近畿大学奈良病院
- 敷地面積：149,880.50㎡
- 最寄り駅：南海高野線金剛駅下車、バス約15分

キャンパス名称は正式には学部名称を使用しているが、学内では「大阪狭山キャンパス」と通称される。

#### 生物理工学部キャンパス
- 使用学部：生物理工学部
- 使用研究科：生物理工学研究科
- 使用附属施設：Stub
- 敷地面積：124,204.00㎡
- 最寄り駅：阪和線紀伊駅下車、和歌山バス那賀に乗車し約30分が最寄り駅となっており、直行バスも運行している。南海本線樽井駅、阪和線和泉砂川駅、和歌山線粉河駅からの路線バスも設定されているが本数は少ない。距離的な最寄り駅は和歌山線下井阪駅になる。

キャンパス名称は正式には学部名称を使用しているが、学内では「和歌山キャンパス」と通称される。

#### 工学部キャンパス
- 使用学部：工学部
- 使用研究科：システム工学研究科
- 使用附属施設：Stub
- 敷地面積：196,442.63㎡

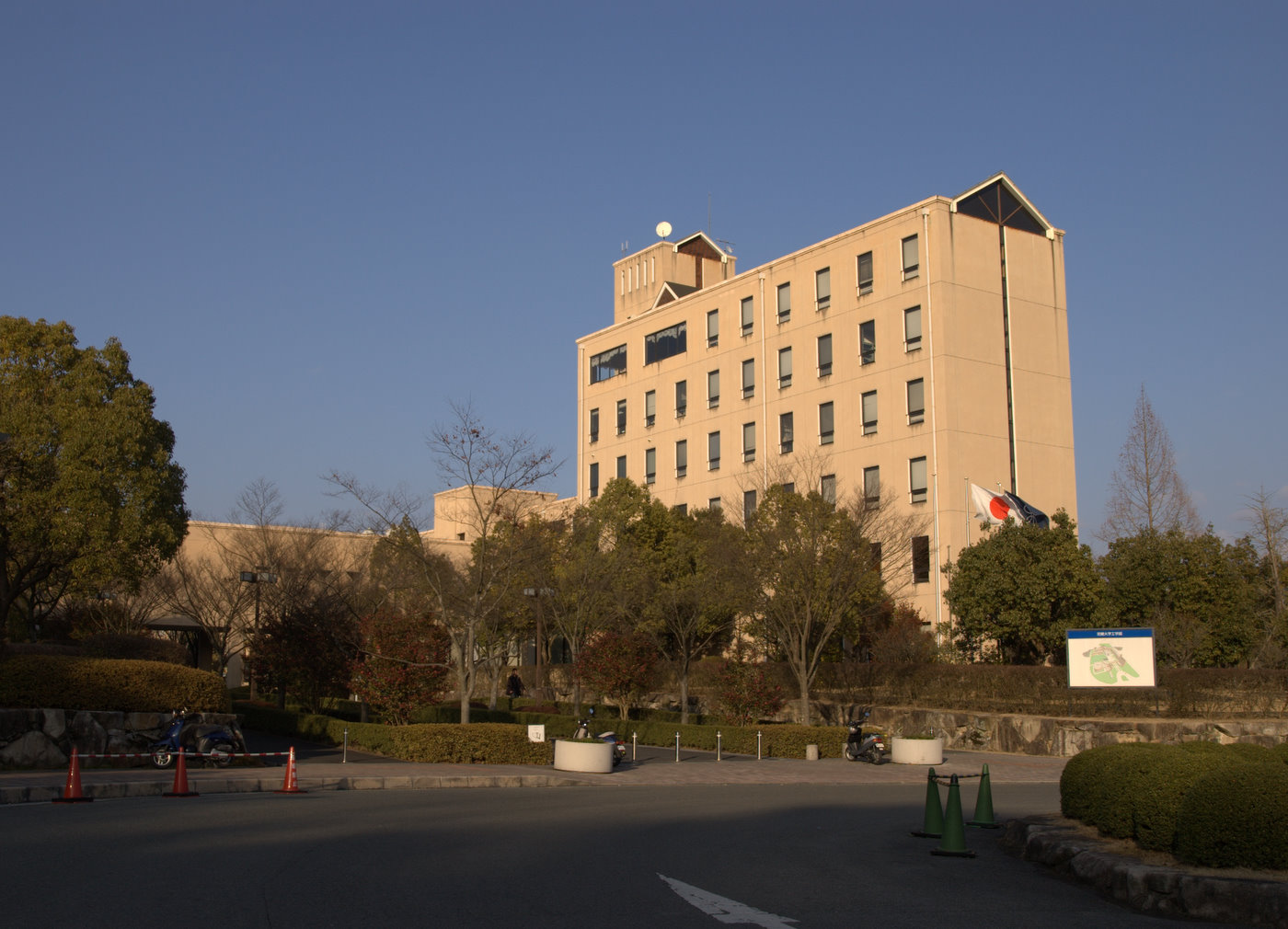
工学部キャンパス

- 最寄り駅：JR西日本山陽本線西高屋駅下車、徒歩20分、バス5～15分

キャンパス名称は正式には学部名称を使用しているが、学内では「広島キャンパス」と通称される。なお、工学部のキャンパスが2団地に分かれていた1991年～2001年の間は、通称として「東広島キャンパス」を使用していた。

#### 産業理工学部キャンパス
- 使用学部：産業理工学部
- 使用研究科：産業理工学研究科（旧・産業技術研究科）
- 使用附属施設：Stub
- 敷地面積：157,356.00㎡
- 最寄り駅：JR九州筑豊本線新飯塚駅下車、バス約5分

キャンパス名称は正式には学部名称を使用しているが、学内では「福岡キャンパス」と通称される。

### 関連施設

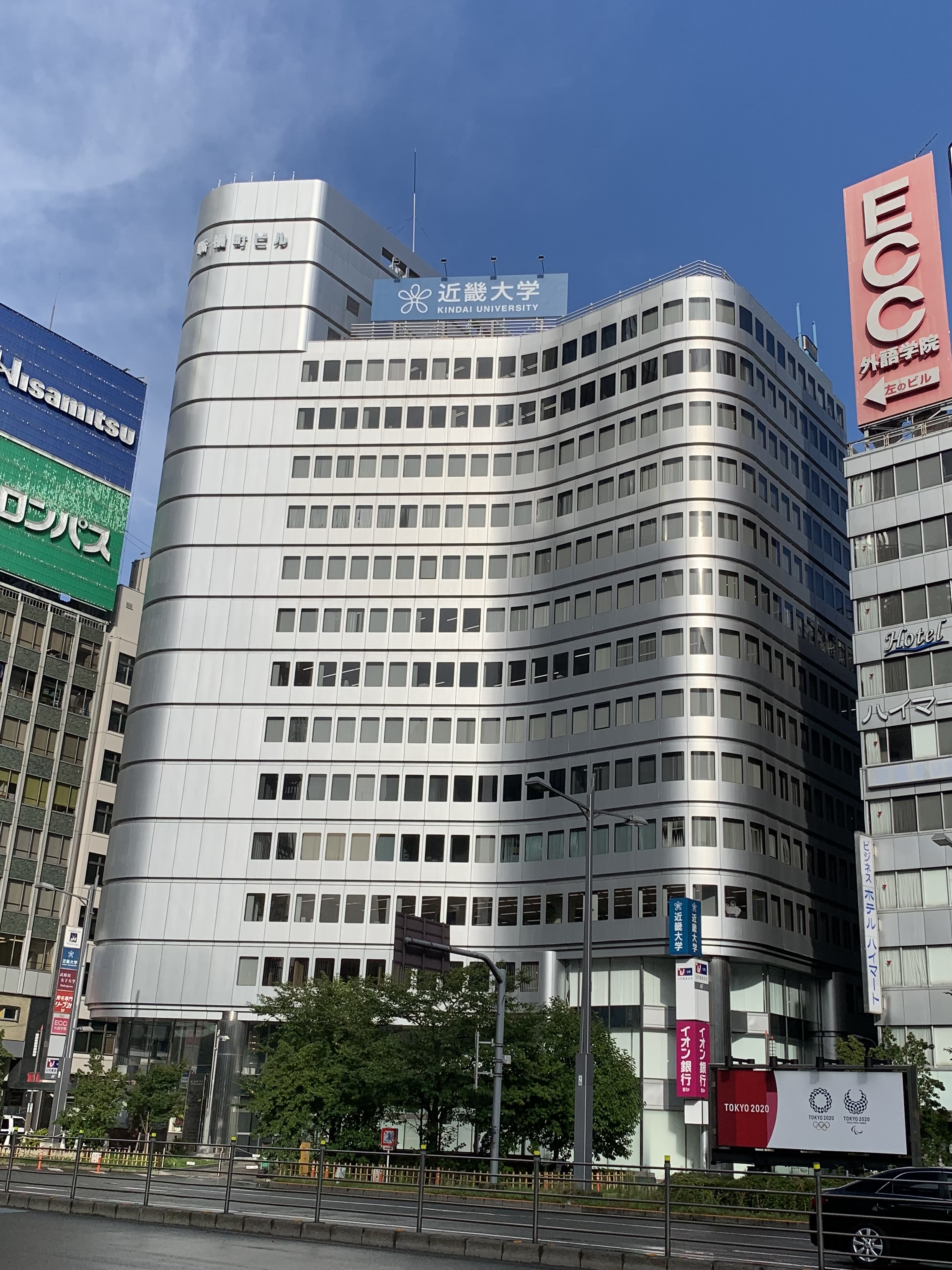
近畿大学東京センターが入居する新槇町ビル

- 近畿大学会館（大阪市中央区日本橋）：国際人文科学研究所：大阪コミュニティカレッジ、通信教育部事務局、医学部日本橋診療所を併設。
- 近畿大学東京センター（東京都中央区八重洲）：2014年4月1日に新設。
  - 2014年3月までは東京都新宿区四谷に「近畿大学東京事務所」が設けられており、東京コミュニティカレッジと四谷アート・ステディユムが併置されていた。

## 系列校・附属学校
- 大学
  - 姫路大学（学校法人弘徳学園が運営、兵庫県姫路市）
- 短期大学
  - 近畿大学九州短期大学（福岡県飯塚市）
  - 豊岡短期大学（旧近畿大学豊岡短期大学)(学校法人弘徳学園が運営、兵庫県豊岡市）
  - 近畿大学青踏女子短期大学（和歌山県和歌山市、2002年に廃止）
- 高等専門学校
  - 近畿大学工業高等専門学校（三重県名張市）
- 専修学校
  - 近畿大学附属看護専門学校（大阪府大阪狭山市）
- 高等学校
  - 近畿大学附属高等学校（大阪府東大阪市）
  - 近畿大学附属新宮高等学校（和歌山県新宮市）
  - 近畿大学附属豊岡高等学校（兵庫県豊岡市）
  - 近畿大学附属福岡高等学校（福岡県飯塚市）
  - 近畿大学附属広島高等学校福山校（広島県福山市）
  - 近畿大学附属広島高等学校東広島校（広島県東広島市）
  - 近畿大学附属和歌山高等学校（和歌山県和歌山市）
  - 近畿大学泉州高等学校（学校法人泉州学園が運営、大阪府岸和田市）2009年4月に同学の準附属校として、「飛翔館高等学校」より改名。
- 中学校
  - 近畿大学附属中学校（大阪府東大阪市）
  - 近畿大学附属新宮中学校（和歌山県新宮市）
  - 近畿大学附属豊岡中学校（兵庫県豊岡市）
  - 近畿大学附属広島中学校福山校（広島県福山市）
  - 近畿大学附属広島中学校東広島校（広島県東広島市）
  - 近畿大学附属和歌山中学校（和歌山県和歌山市）
- 小学校
  - 近畿大学附属小学校（奈良県奈良市）
- 幼稚園・認定こども園
  - 近畿大学附属幼稚園（奈良県奈良市）
  - 近畿大学九州短期大学附属幼稚園（福岡県飯塚市）
  - こうのとり認定こども園（旧近畿大学豊岡短期大学附属幼稚園）（学校法人弘徳学園が運営、兵庫県豊岡市）

## 提供番組
現在
- 朝日放送テレビ（ABC）『ABC天気予報』金曜日20：54～：2017年4月より。東大阪・本部キャンパス内「ACADEMIC THEATER」で撮影されたイメージ映像が放映されている。

過去
- 讀賣テレビ放送（ytv）『天気予報』水曜日20：55～：2017年3月まで。東大阪・本部キャンパスを中心とした、同学のイメージ映像が放映されていた。

## 関連書籍
- 近藤登『近畿大学発展史』近大産業会館出版部、1998年